# Olympische Sommerspiele 2020/Leichtathletik – Marathon (Männer)
Der Marathonlauf der Männer bei den Olympischen Spielen 2020 in Tokio fand am 8. August 2021 statt.
Ursprünglich sollten sich Start und Ziel im neuerbauten Nationalstadion befinden und die Strecke sollte durch den Imperial Palace Garden führen. Nachdem es bei den Leichtathletik-Weltmeisterschaften 2019 in Doha jedoch bei mehreren Athleten aufgrund der klimatischen Bedingungen zu gesundheitlichen Problemen gekommen war, gab das IOC im Oktober 2019 bekannt, bei den Spielen in Japan die Marathonläufe sowie die Wettbewerbe im Gehen ins kühlere Sapporo auf Hokkaidō zu verlegen. Neuer Austragungsort war der Ōdōri-Park. Die Strecke hatte die vorgeschriebene Länge von 42,195 Kilometern.
Von den 106 gestarteten Läufern erreichten 76 das Ziel.
Wie fünf Jahre zuvor siegte der Kenianer Eliud Kipchoge. Silber gewann der Niederländer Abdi Nageeye, Bronze ging an den Belgier Bashir Abdi.

## Aktuelle Titelträger
| Olympiasieger                         | Eliud Kipchoge ( Kenia)                    | 2:08:38 h                                  | Rio de Janeiro 2016 |
| Weltmeister                           | Lelisa Desisa ( Äthiopien)                 | 2:10:40 h                                  | Doha 2019           |
| Europameister                         | Koen Naert ( Belgien)                      | 2:09:51 h                                  | Berlin 2018         |
| Nord-/Zentralamerika-/Karibik-Meister | Wettbewerb nicht im Meisterschaftsprogramm | Wettbewerb nicht im Meisterschaftsprogramm | Toronto 2018        |
| Südamerika-Meister                    | Lima 2019                                  |                                            |                     |
| Asienmeister                          | Doha 2019                                  |                                            |                     |
| Afrikameister                         | Asaba 2018                                 |                                            |                     |
| Ozeanienmeister                       | Townsville 2019                            |                                            |                     |

## Bestehende Rekorde
| Weltrekord         | Eliud Kipchoge ( Kenia) | 2:01:39 h | Berlin           | 16. September 2018 |
| Olympischer Rekord | Samuel Wanjiru ( Kenia) | 2:06:32 h | OS Peking, China | 24. August 2008    |

Der bestehende olympische Rekord wurde bei diesen Spielen nicht erreicht. Die Siegeszeit des kenianischen Olympiasiegers Eliud Kipchoge im Rennen am 8. August betrug 2:08:38 h, womit er den Rekord um 2:06 min verfehlte. Zu seinem eigenen Weltrekord fehlten ihm 6:59 min.

## Zwischenzeiten
| Zwischen- zeitmarke | Zwischen- zeit | Führende(r) | 5-km-Zeit |
| ------------------- | -------------- | --- | --------- |
| 05 km               | 15:17 min      | Amanal Petros in großer Gruppe | 15:17 min |
| 10 km               | 30:53 min      | Eliud Kipchoge in großer Gruppe | 15:36 min |
| 15 km               | 46:03 min      | Daniel do Nascimento in großer Gruppe | 15:10 min |
| 20 km               | 1:01:47 h00    | Jeison Suárez in großer Gruppe | 15:44 min |
| 25 km               | 1:17:24 h00    | Eliud Kipchoge in großer Gruppe | 15:37 min |
| 30 km               | 1:32:31 h00    | Eliud Kipchoge in 10-köpfiger Spitzengruppe | 15:07 min |
| 35 km               | 1:46:59 h00    | Kipchoge / Cherono, Lamdassem, Abdi – 27 s zur. / Nageeye 30 s zur. / Simbu – 42 s zur. / Kipruto – 44 s zur. / Ōsako – 51 s zur. / Rupp – 1:07 min zur. | 14:28 min |
| 40 km               | 2:01:55 h00    | Kipchoge / Cherono, Lamdassem, Nageeye, Abdi – 1:17 min zur. / Ōsako –1:35 min zur. / Simbu –2:09 min zur.                                               | 14:56 min |

## Resultat

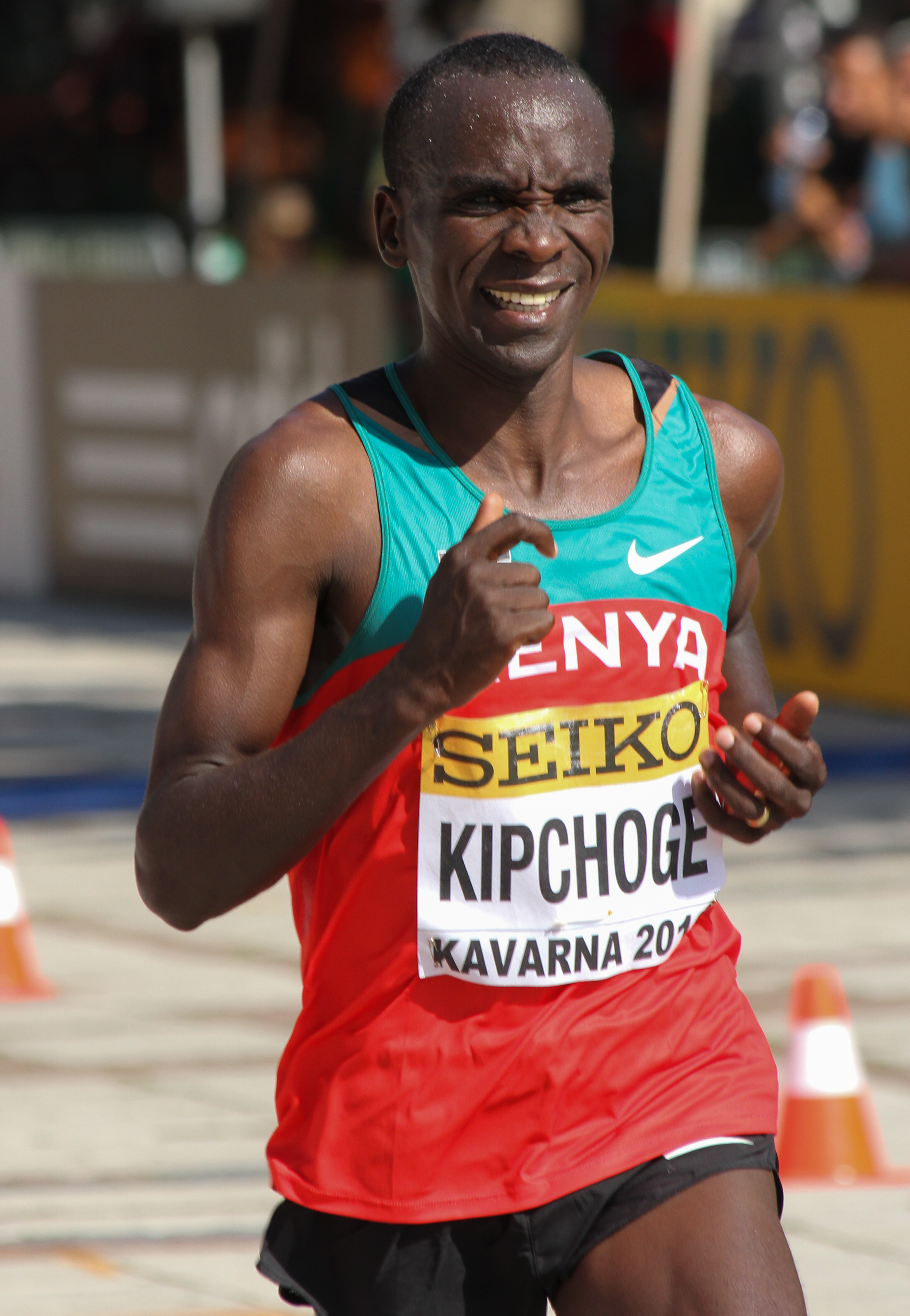
Eliud Kipchoge – zum zweiten Mal in Folge Sieger des Marathonrennens

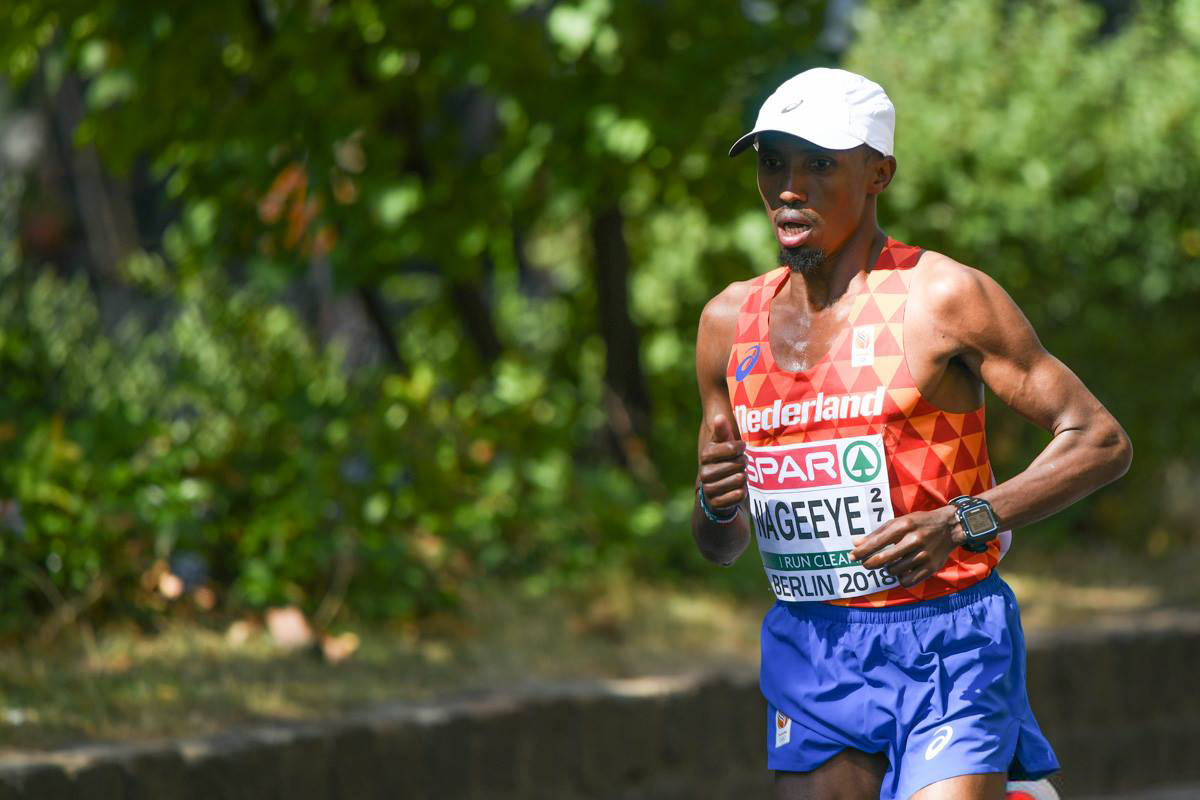
Silbermedaillengewinner Abdi Nageeye

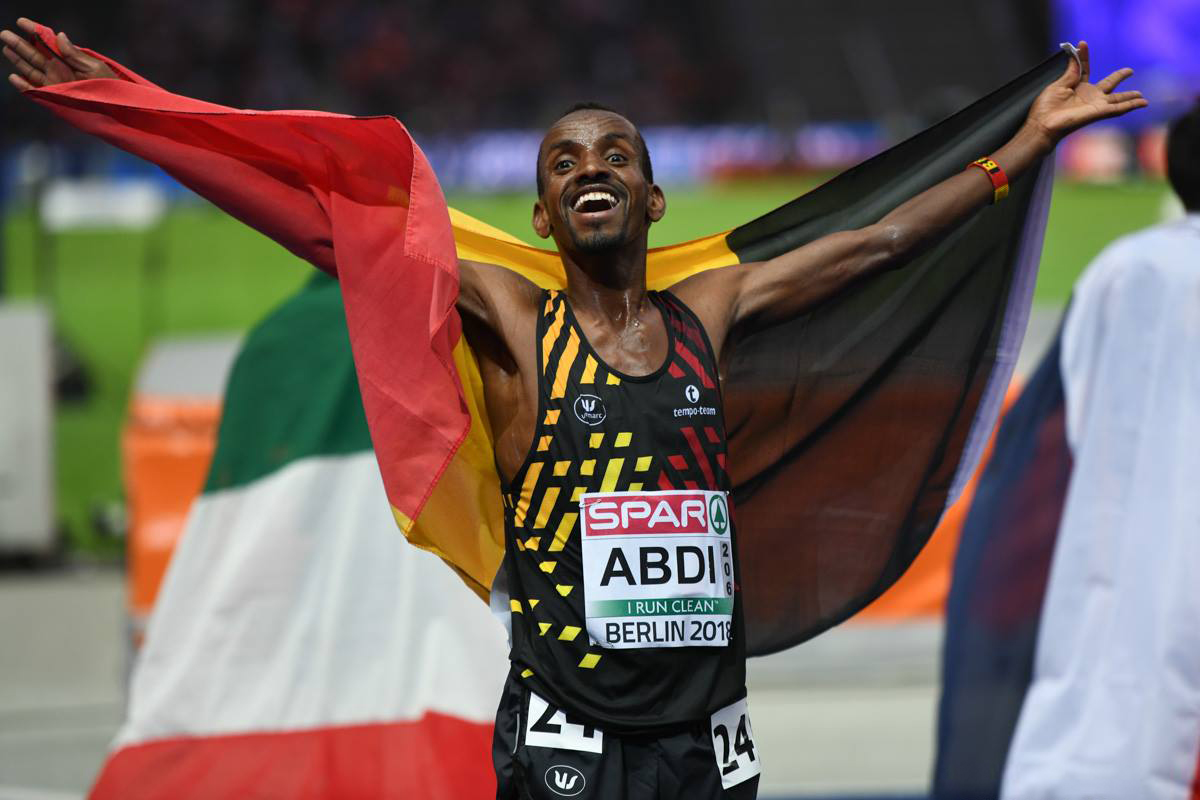
Bronzemedaillengewinner Bashir Abdi

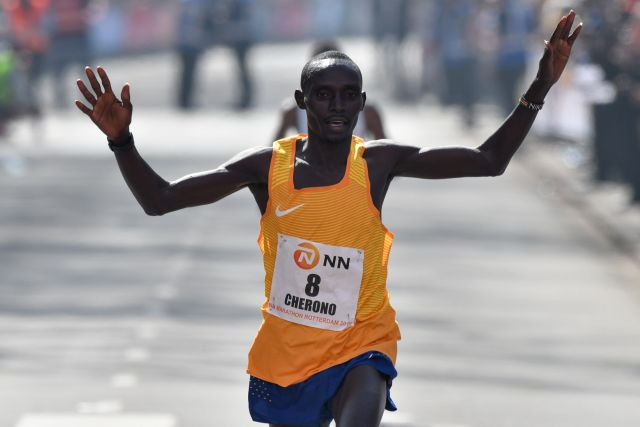
Rang vier für Lawrence Cherono

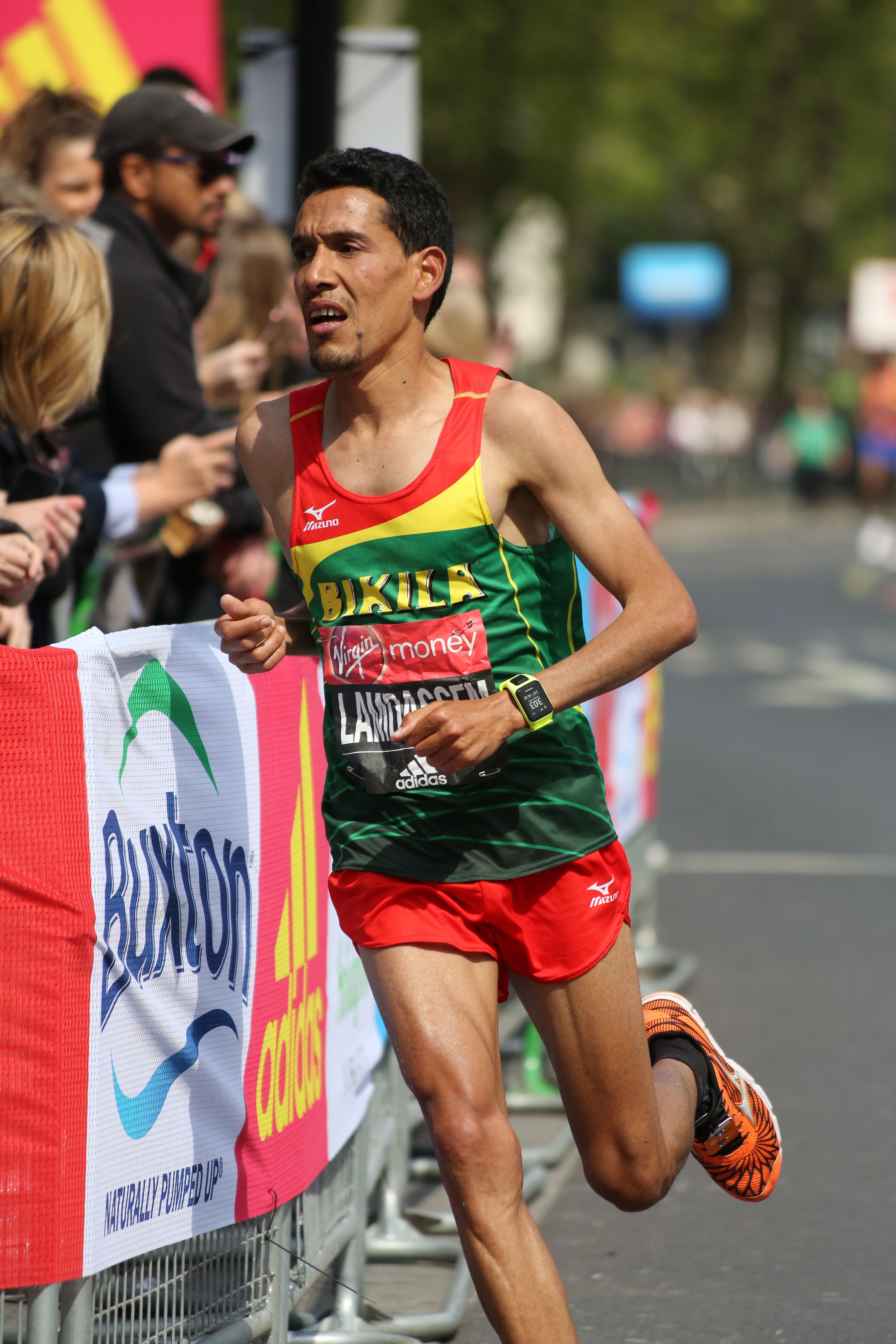
Ayad Lamdassem wurde Olympiafünfter

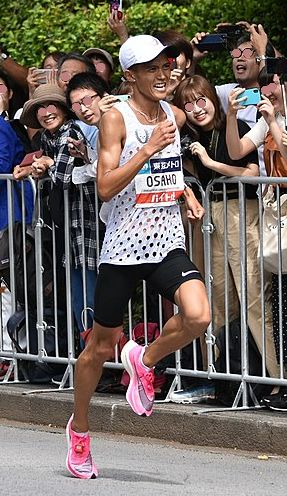
Suguru Ōsako kam auf den sechsten Platz

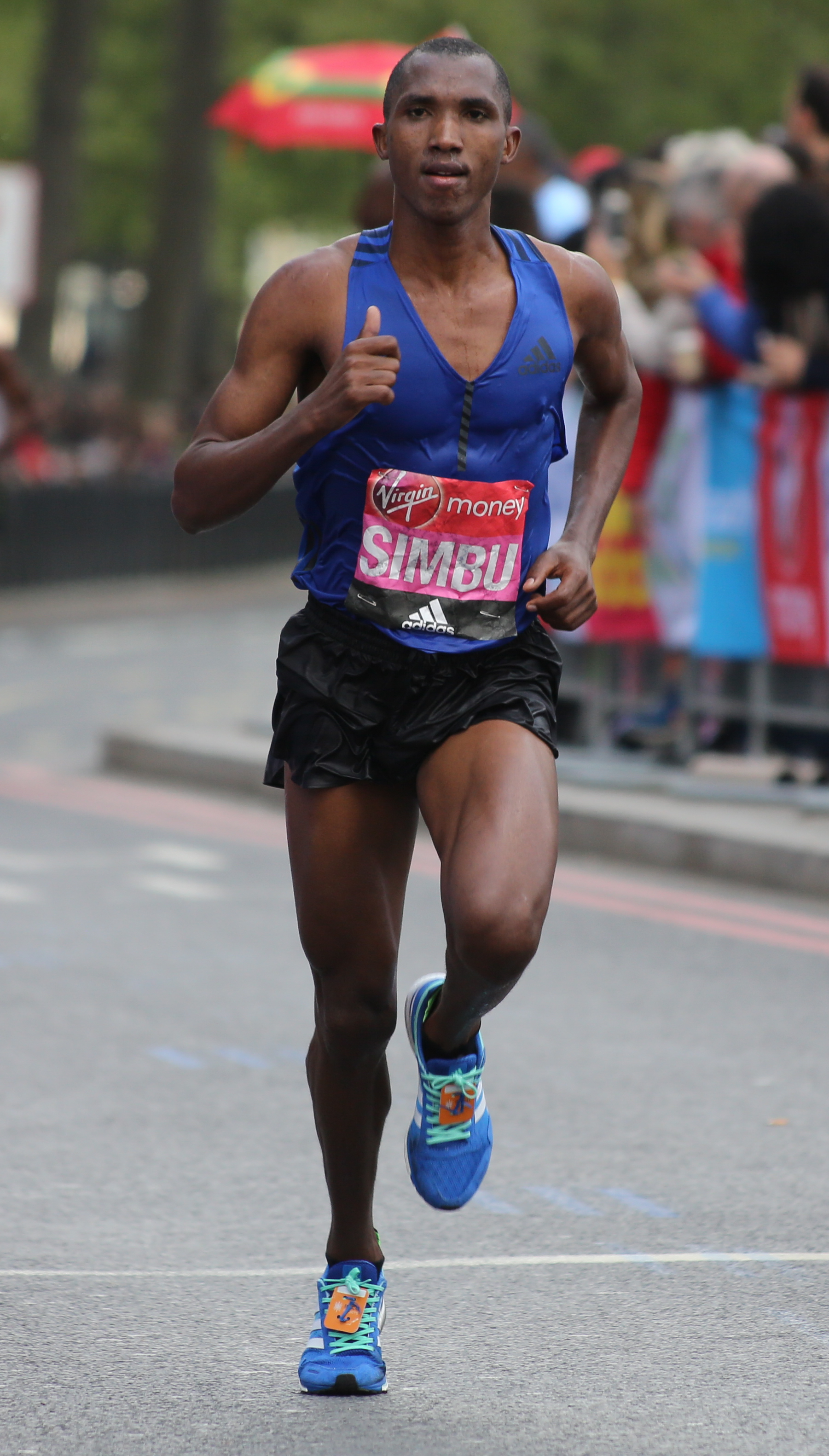
Der siebtplatzierte Alphonce Simbu

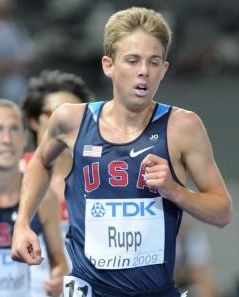
Galen Rupp – Rang acht

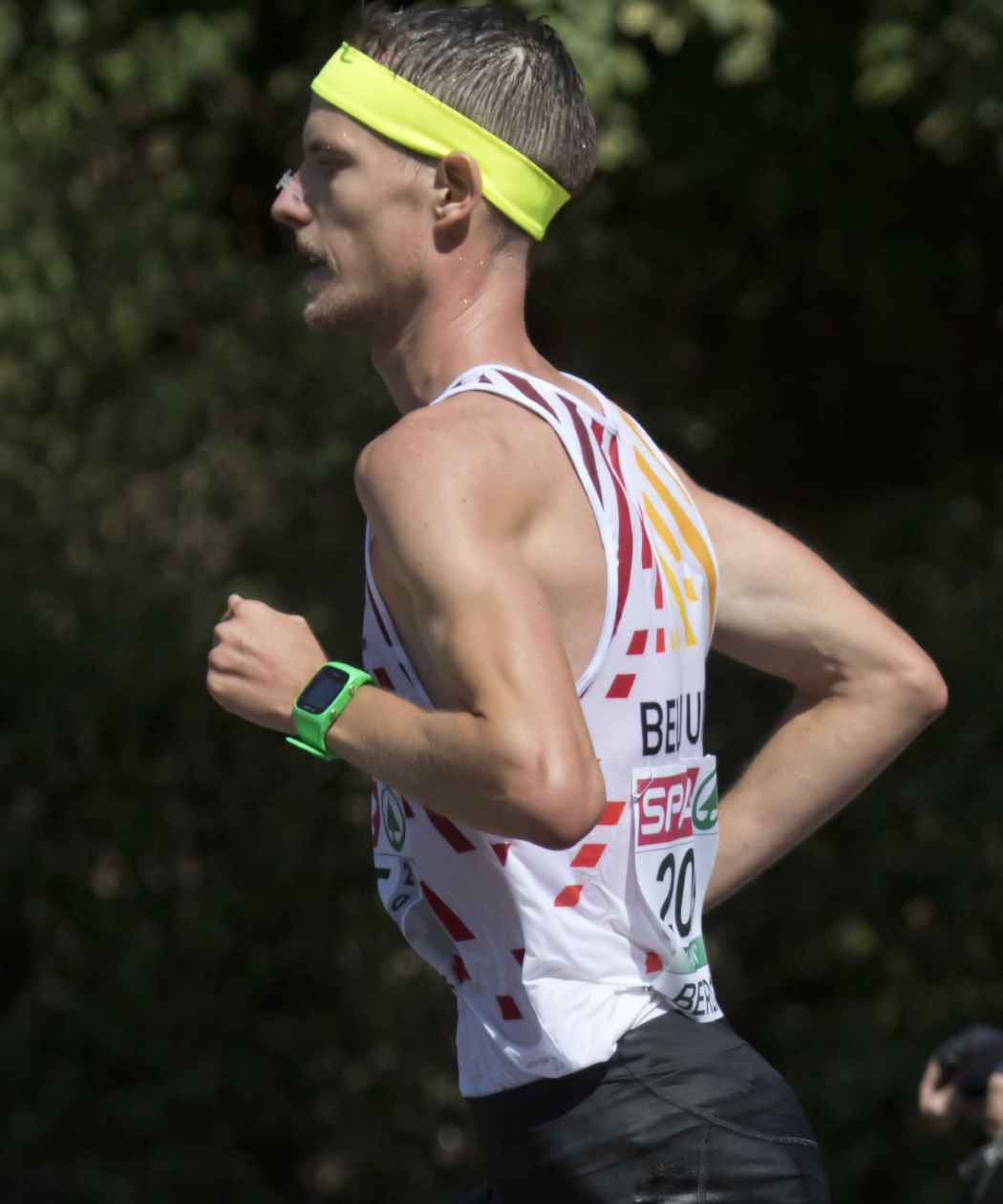
Koen Naert erreichte Platz zehn

8. August 2021, Start: 7:00 Uhr (00:00 MESZ)
| Platz | Name                           | Nation               | Zeit (h) | Rückstand (min) | Anmerkung |
| ----- | ------------------------------ | -------------------- | -------- | --------------- | --------- |
| 01    | Eliud Kipchoge                 | Kenia                | 2:08:38  |                 |           |
| 02    | Abdi Nageeye                   | Niederlande          | 2:09:58  | + 1:20          | SB        |
| 03    | Bashir Abdi                    | Belgien              | 2:10:00  | + 1:22          | SB        |
| 04    | Lawrence Cherono               | Kenia                | 2:10:02  | + 1:24          | SB        |
| 05    | Ayad Lamdassem                 | Spanien              | 2:10:16  | + 1:38          | SB        |
| 06    | Suguru Ōsako                   | Japan                | 2:10:41  | + 2:03          | SB        |
| 07    | Alphonce Simbu                 | Tansania             | 2:11:35  | + 2:57          | SB        |
| 08    | Galen Rupp                     | USA                  | 2:11:41  | + 3:03          | SB        |
| 09    | Othmane el-Goumri              | Marokko              | 2:11:58  | + 3:20          |           |
| 10    | Koen Naert                     | Belgien              | 2:12:13  | + 3:35          | SB        |
| 11    | Mohamed Reda el-Aaraby         | Marokko              | 2:12:22  | + 3:44          |           |
| 12    | Nicolas Navarro                | Frankreich           | 2:12:50  | + 4:12          | SB        |
| 13    | Marhu Teferi                   | Israel               | 2:13:02  | + 4:24          |           |
| 14    | Goitom Kifle                   | Eritrea              | 2:13:22  | + 4:44          |           |
| 15    | Jeison Suárez                  | Kolumbien            | 2:13:29  | + 4:51          |           |
| 16    | Tachlowini Gabriyesos          | Refugee Olympic Team | 2:14:02  | + 5:24          |           |
| 17    | Morhad Amdouni                 | Frankreich           | 2:14:33  | + 5:55          | SB        |
| 18    | Hamza Sahli                    | Marokko              | 2:14:48  | + 6:10          | SB        |
| 19    | Yang Shaohui                   | Volksrepublik China  | 2:14:58  | + 6:20          |           |
| 20    | Eyob Faniel                    | Italien              | 2:15:11  | + 6:33          | SB        |
| 21    | Daniel Mateo                   | Spanien              | 2:15:21  | + 6:43          | SB        |
| 22    | Yohanes Ghebregergis           | Eritrea              | 2:15:34  | + 6:56          |           |
| 23    | Abdi Hakin Ulad                | Dänemark             | 2:15:50  | + 7:12          | SB        |
| 24    | Liam Adams                     | Australien           | 2:15:51  | + 7:13          | SB        |
| 25    | El Hassan el-Abbassi           | Bahrain              | 2:15:56  | + 7:18          | SB        |
| 26    | Richard Ringer                 | Deutschland          | 2:16:08  | + 7:30          |           |
| 27    | Tiidrek Nurme                  | Estland              | 2:16:16  | + 7:38          | SB        |
| 28    | Girmaw Amare                   | Israel               | 2:16:17  | + 7:39          |           |
| 29    | Jacob Riley                    | USA                  | 2:16:26  | + 7:48          | SB        |
| 30    | Amanal Petros                  | Deutschland          | 2:16:33  | + 7:55          | SB        |
| 31    | Eulalio Muñoz                  | Argentinien          | 2:16:35  | + 7:57          | SB        |
| 32    | Peng Jianhua                   | Volksrepublik China  | 2:16:39  | + 8:01          |           |
| 33    | Javier Guerra                  | Spanien              | 2:16:42  | + 8:04          | SB        |
| 34    | Elroy Gelant                   | Südafrika            | 2:16:43  | + 8:05          |           |
| 35    | Oqbe Kibrom Ruesom             | Eritrea              | 2:16:57  | + 8:19          | SB        |
| 36    | Zane Robertson                 | Neuseeland           | 2:17:04  | + 8:26          | SB        |
| 37    | Haimro Alame                   | Israel               | 2:17:17  | + 8:39          |           |
| 38    | Adam Nowicki                   | Polen                | 2:17:19  | + 8:41          |           |
| 39    | Olivier Irabaruta              | Burundi              | 2:17:44  | + 9:06          | SB        |
| 40    | Sondre Nordstad Moen           | Norwegen             | 2:17:59  | + 9:21          | SB        |
| 41    | Abdi Abdirahman                | USA                  | 2:18:27  | + 9:49          | SB        |
| 42    | Tomas Hilifa Rainhold          | Namibia              | 2:18:28  | + 9:50          |           |
| 43    | Derlis Ayala                   | Paraguay             | 2:18:34  | + 9:56          | SB        |
| 44    | Fred Musobo                    | Uganda               | 2:18:39  | +10:01          |           |
| 45    | Hassan Chahdi                  | Frankreich           | 2:18:40  | +10:02          | SB        |
| 46    | Ben Preisner                   | Kanada               | 2:19:27  | +10:49          | SB        |
| 47    | Yassine El Fathaoui            | Italien              | 2:19:44  | +11:06          | SB        |
| 48    | Trevor Hofbauer                | Kanada               | 2:19:57  | +11:19          | SB        |
| 49    | Shim Jung-sub                  | Südkorea             | 2:20:36  | +11:58          |           |
| 50    | Hendrik Pfeiffer               | Deutschland          | 2:20:43  | +12:05          | SB        |
| 51    | Felix Chemonges                | Uganda               | 2:20:53  | +12:15          |           |
| 52    | Yavuz Ağralı                   | Türkei               | 2:21:00  | +12:22          |           |
| 53    | Joaquín Arbe                   | Argentinien          | 2:21:15  | +12:37          | SB        |
| 54    | Chris Thompson                 | Großbritannien       | 2:21:29  | +12:51          |           |
| 55    | Tseweenrawdangiin Bjambadschaw | Mongolei             | 2:21:32  | +12:54          | SB        |
| 56    | José Luis Santana              | Mexiko               | 2:21:32  | +12:54          | SB        |
| 57    | Dong Guojian                   | Volksrepublik China  | 2:21:35  | +12:57          |           |
| 58    | Kevin Seaward                  | Irland               | 2:21:45  | +13:07          | SB        |
| 59    | Dieter Kersten                 | Belgien              | 2:22:06  | +13:28          |           |
| 60    | Cristhian Pacheco              | Peru                 | 2:22:12  | +13:34          | SB        |
| 61    | Peter Herzog                   | Österreich           | 2:22:15  | +13:37          | SB        |
| 62    | Shōgo Nakamura                 | Japan                | 2:22:23  | +13:45          | SB        |
| 63    | Arkadiusz Gardzielewski        | Polen                | 2:22:50  | +14:12          |           |
| 64    | Malcolm Hicks                  | Neuseeland           | 2:23:12  | +14:34          | SB        |
| 65    | Juan Pacheco                   | Mexiko               | 2:23:41  | +15:03          | SB        |
| 66    | Brett Robinson                 | Australien           | 2:24:04  | +15:26          | SB        |
| 67    | Khoarahlane Seutloali          | Lesotho              | 2:25:03  | +16:25          | SB        |
| 68    | Roman Fosti                    | Estland              | 2:25:37  | +16:59          |           |
| 69    | Paulo Roberto Paula            | Brasilien            | 2:26:08  | +17:30          | SB        |
| 70    | Thijs Nijhuis                  | Dänemark             | 2:26:59  | +18:21          | SB        |
| 71    | Paul Pollock                   | Irland               | 2:27:48  | +19:10          | SB        |
| 72    | Cameron Levins                 | Kanada               | 2:28:43  | +20:05          |           |
| 73    | Yūma Hattori                   | Japan                | 2:30:08  | +21:30          | SB        |
| 74    | Jesús Arturo Esparza           | Mexiko               | 2:31:51  | +23:13          | SB        |
| 75    | Jorge Castelblanco             | Panama               | 2:33:22  | +24:44          | SB        |
| 76    | Iván Zarco                     | Honduras             | 2:44:36  | +35:58          | SB        |
| DNF   | Amos Kipruto                   | Kenia                |          |                 |           |
| DNF   | Bart van Nunen                 | Niederlande          |          |                 |           |
| DNF   | Stephen Mokoka                 | Südafrika            |          |                 |           |
| DNF   | Lelisa Desisa                  | Äthiopien            |          |                 |           |
| DNF   | John Hakizimana                | Ruanda               |          |                 |           |
| DNF   | Khalid Choukoud                | Niederlande          |          |                 |           |
| DNF   | Marcin Chabowski               | Polen                |          |                 |           |
| DNF   | Ben Connor                     | Großbritannien       |          |                 |           |
| DNF   | Desmond Mokgobu                | Südafrika            |          |                 |           |
| DNF   | Bat-Otschiryn Ser-Od           | Mongolei             |          |                 |           |
| DNF   | Daniel do Nascimento           | Brasilien            |          |                 |           |
| DNF   | Tadesse Abraham                | Schweiz              |          |                 |           |
| DNF   | Yassine Rachik                 | Italien              |          |                 |           |
| DNF   | Callum Hawkins                 | Großbritannien       |          |                 |           |
| DNF   | Bohdan-Iwan Horodyskyj         | Ukraine              |          |                 |           |
| DNF   | Polat Kemboi Arıkan            | Türkei               |          |                 |           |
| DNF   | Iván Darío González            | Kolumbien            |          |                 |           |
| DNF   | Sisay Lemma                    | Äthiopien            |          |                 |           |
| DNF   | Shumi Dechasa                  | Bahrain              |          |                 |           |
| DNF   | Mykola Nyschnyk                | Ukraine              |          |                 |           |
| DNF   | Lemawork Ketema                | Österreich           |          |                 |           |
| DNF   | Stephen Scullion               | Irland               |          |                 |           |
| DNF   | Oh Joo-han                     | Südkorea             |          |                 |           |
| DNF   | Alemu Bekele                   | Bahrain              |          |                 |           |
| DNF   | Stephen Kiprotich              | Uganda               |          |                 |           |
| DNF   | Gabriel Geay                   | Tansania             |          |                 |           |
| DNF   | Daniel Chaves da Silva         | Brasilien            |          |                 |           |
| DNF   | Oleksandr Sitkowskyj           | Ukraine              |          |                 |           |
| DNF   | Shura Kitata                   | Äthiopien            |          |                 |           |
| DNF   | Jack Rayner                    | Australien           |          |                 |           |

## Rennverlauf
Das Tempo in diesem Rennen war lange Zeit vorsichtig dosiert. Eine große Gruppe von fast fünfzig Läufen durchlief die beiden ersten Fünfkilometerabschnitte in jeweils etwas mehr als fünfzehneinhalb Minuten. Das würde eine nicht besonders schnelle Endzeit von ca. 2:10 Minuten bedeuten. An der Spitze wechselten sich Eliud Kipchoge, der Sieger von 2016, der Kolumbianer Jeison Alexander Suarez und der Brasilianer Daniel do Nascimento ab.
In 1:05:13 min führte der Südafrika Stephen Mokoka das Feld durch die Marke der ersten Streckenhälfte. Die Führungsgruppe wurde sukzessiv kleiner, 23 Läufer befanden sich noch innerhalb von drei Sekunden. Ab Kilometer 25 erhöhte Kipchoge das Tempo, die nächsten fünf Kilometer wurden in 15:07 min zurückgelegt, die Spitzengruppe schrumpfte zusammen auf zehn Läufer. In diesem Abschnitt kam es zu einer Rangelei zwischen den beiden hier abwechselnd Führenden Kipchoge und do Nascimento, die ohne Konsequenzen blieb.
Bei Kilometer dreißig beschleunigte Kipchoge weiter. Die kommenden fünf Kilometer legte er in 14:28 min zurück und begann sich von seinen Konkurrenten abzusetzen. An der 35-km-Marke hatte der Kenianer einen Vorsprung von fast einer halben Minute herausgelaufen. Mit Kipchoges Landsmann Lawrence Cherono, dem Spanier Ayad Lamdassem und dem Belgier Bashir Abdi hatte sich hinter ihm eine Dreiergruppe gebildet, nur weitere drei Sekunden dahinter folgte der Niederländer Abdi Nageeye. Auf den nächsten Plätzen liefen jeweils einzeln mit Abständen zwischen sieben und vierzehn Sekunden untereinander Alphonce Simbu aus Tansania, der Kenianer Amos Kipruto, der Japaner Suguru Ōsako und der US-Amerikaner Galen Rupp.
Bald schloss auch Nageeye zur ersten Verfolgergruppe auf, während sich der Abstand zum führenden Kipchoge weiter vergrößerte. So lief Eliud Kipchoge zu seinem zweiten Olympiasieg in Folge, im Ziel betrug sein Vorsprung deutlich mehr als eine Minute. Sehr spannend ging es zu im Kampf um die weiteren Medaillen, der erst ganz zum Schluss entschieden wurde. Abdi Nageeye setzte sich schließlich durch und errang zwei Sekunden vor Bashir Abdi die Silbermedaille. Weitere zwei Sekunden zurück wurde Lawrence Cherono Vierter. Ayad Lamdassem belegte vierzehn Sekunden dahinter Rang fünf. Suguru Ōsako kam auf den sechsten Platz.
Bemerkenswert war die Leistung des Teilnehmers Tachlowini Gabriyesos aus Eritrea, der als Mitglied des Flüchtlingsteams in 2:14:02 min den sechzehnten Platz erreichte.

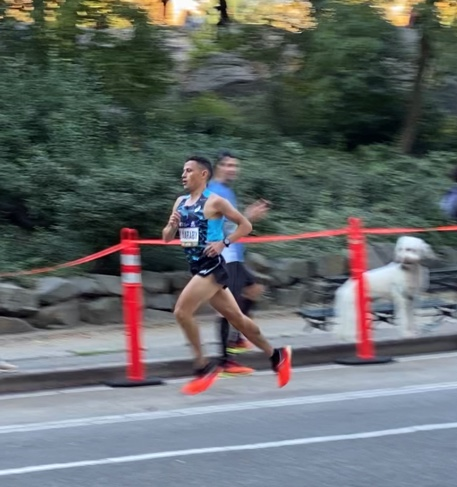
Mohamed Reda el-Aaraby – Platz elf
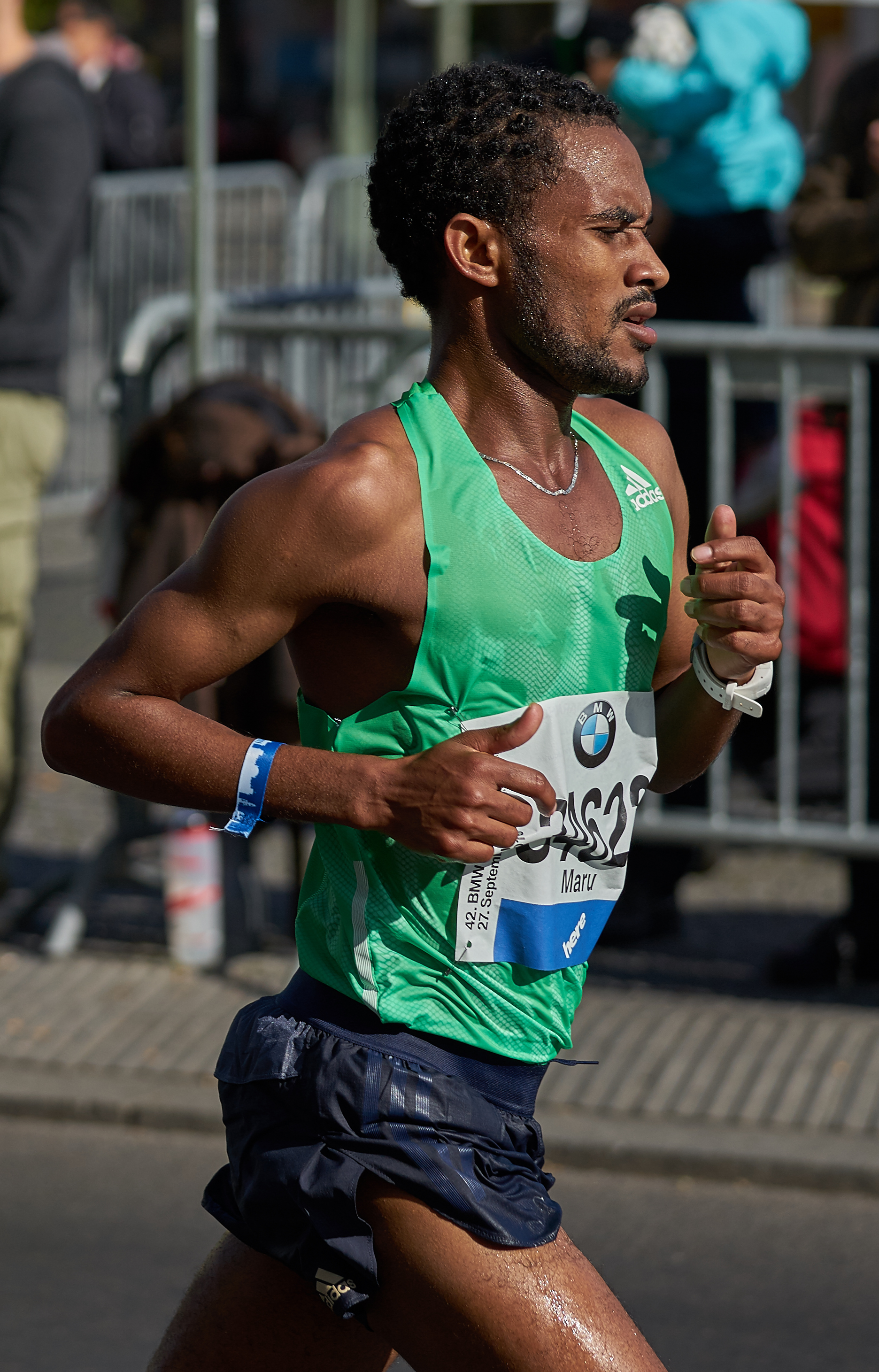
Marhu Teferi – Platz dreizehn
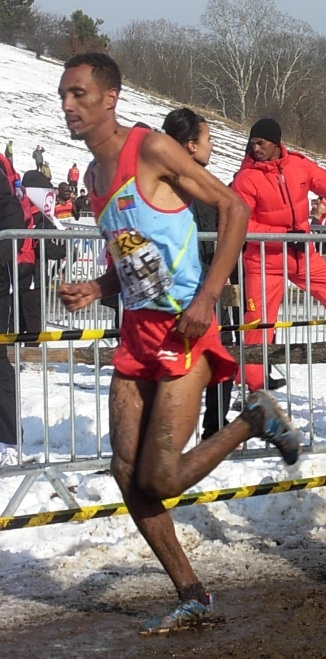
Goitom Kifle – Platz vierzehn
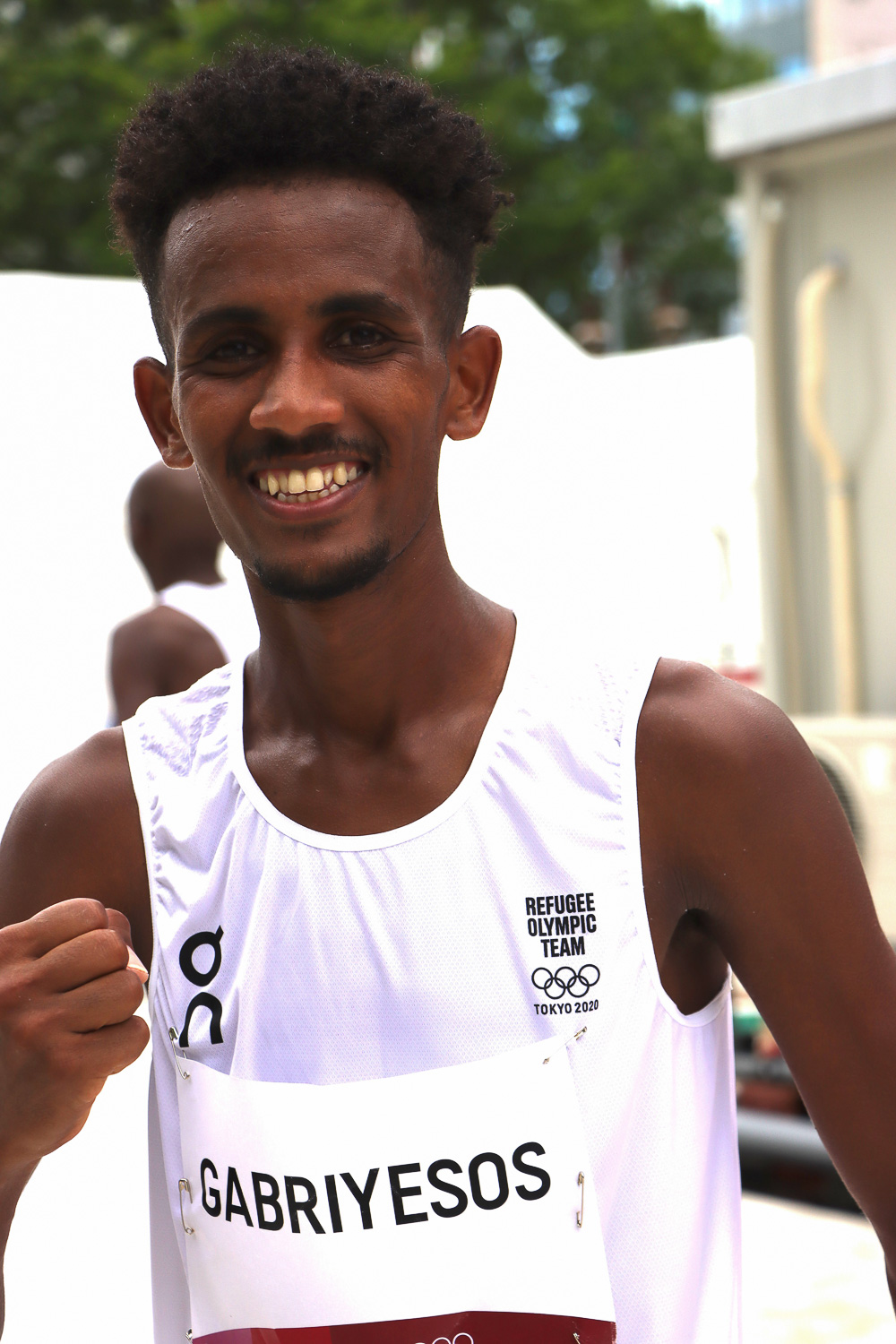
Tachlowini Gabriyesos – Platz sechzehn
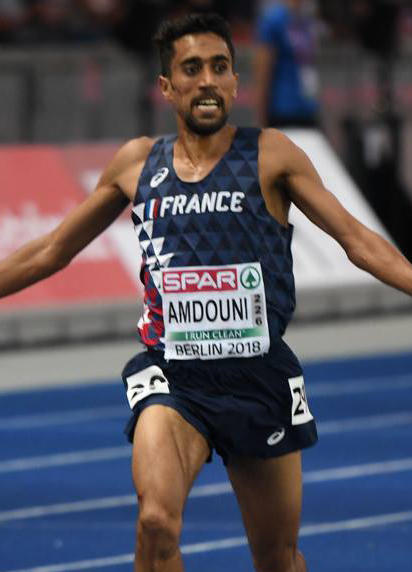
Morhad Amdouni – Platz siebzehn
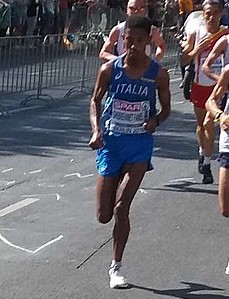
Eyob Faniel – Platz zwanzig
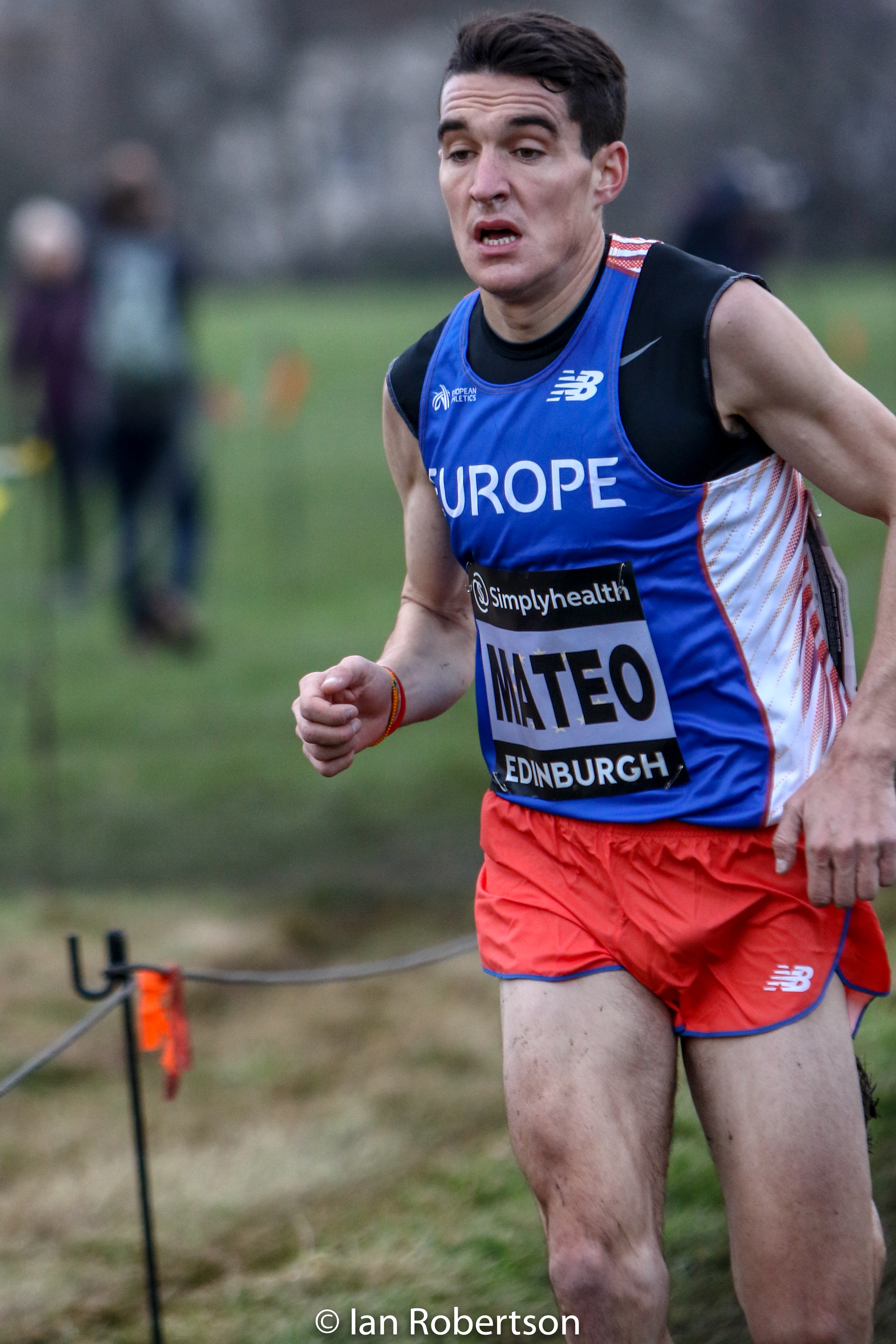
Daniel Mateo – Platz 21
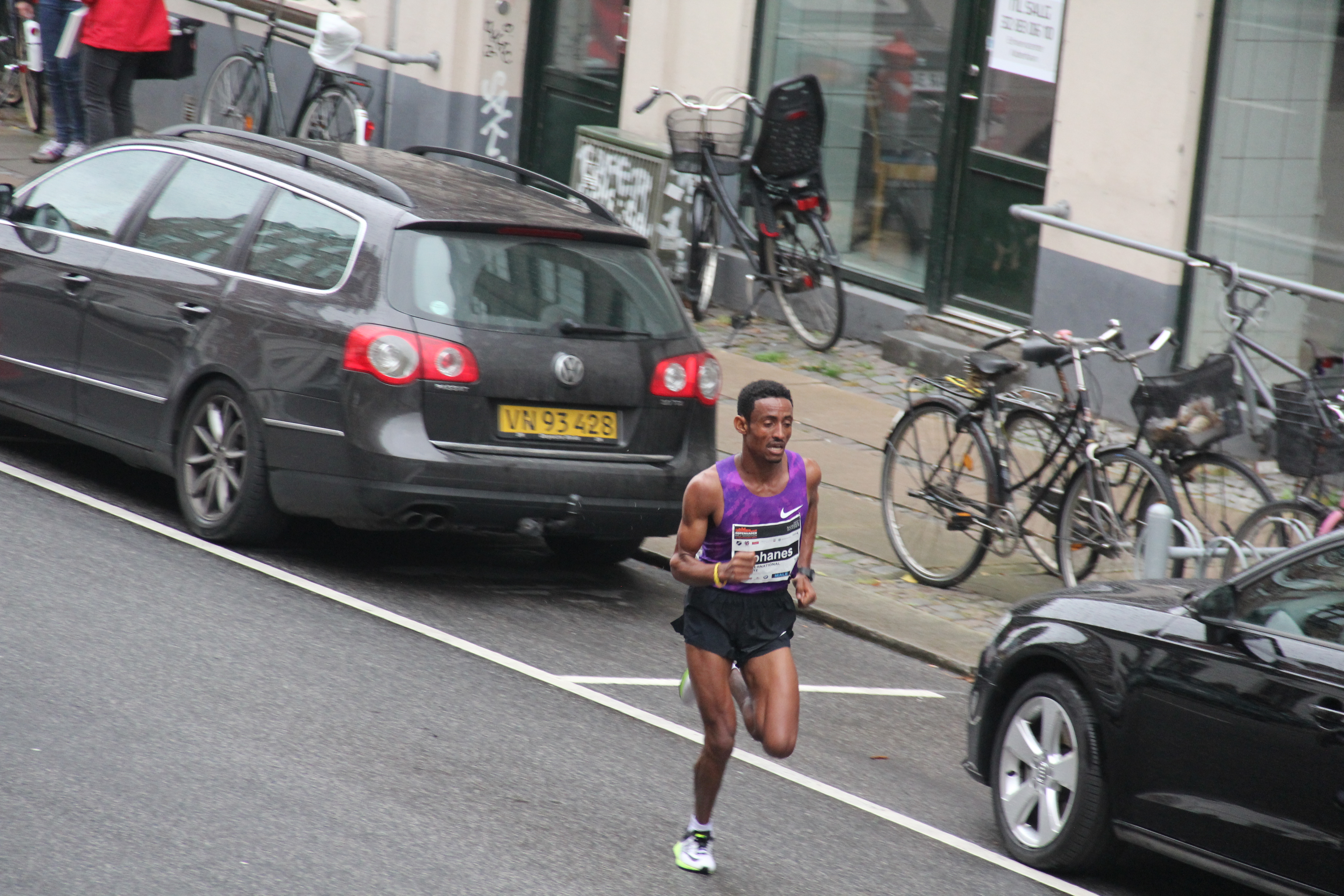
Yohanes Ghebregergis – Platz 22
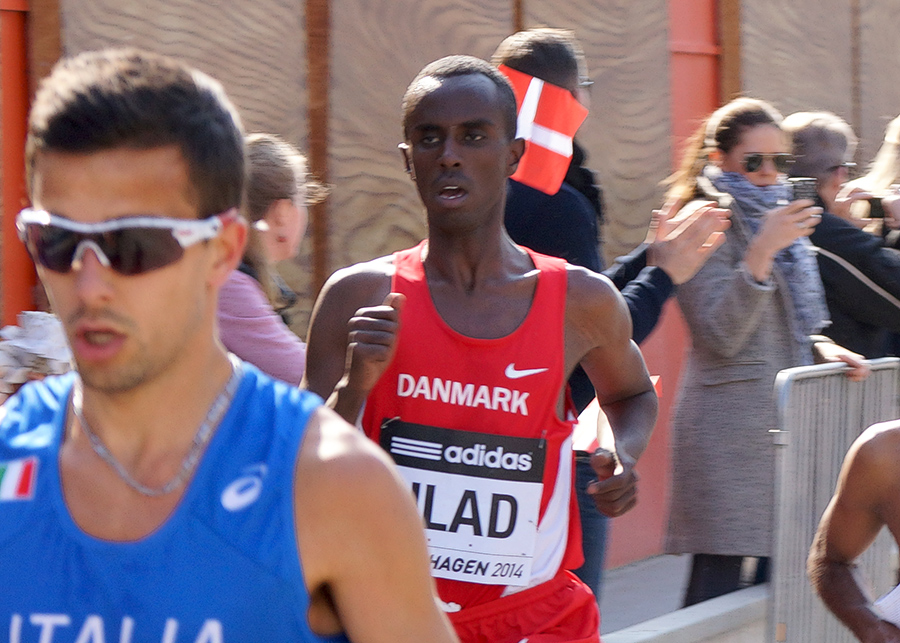
Abdi Hakin Ulad – Platz 23
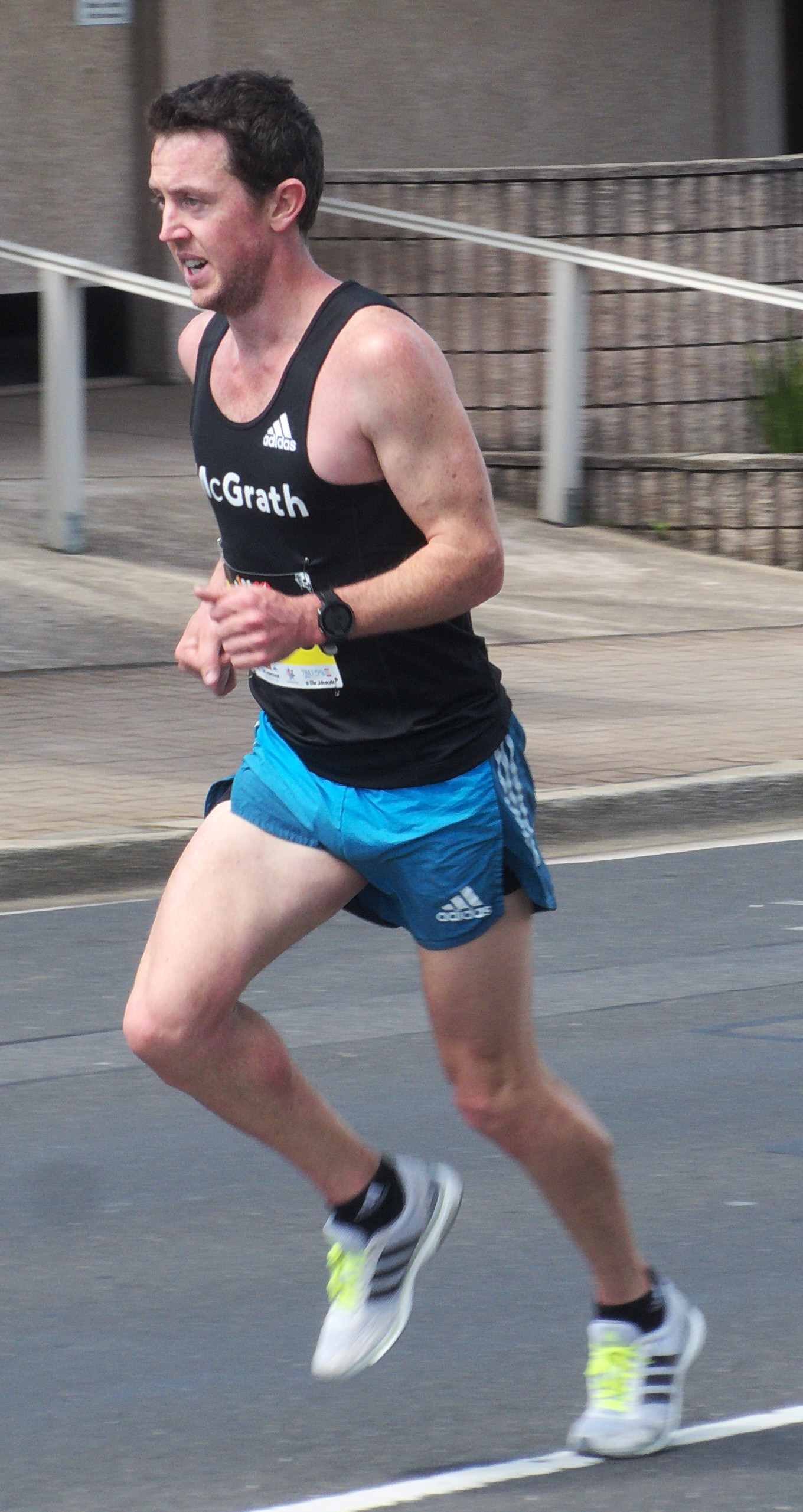
Liam Adams – Platz 24
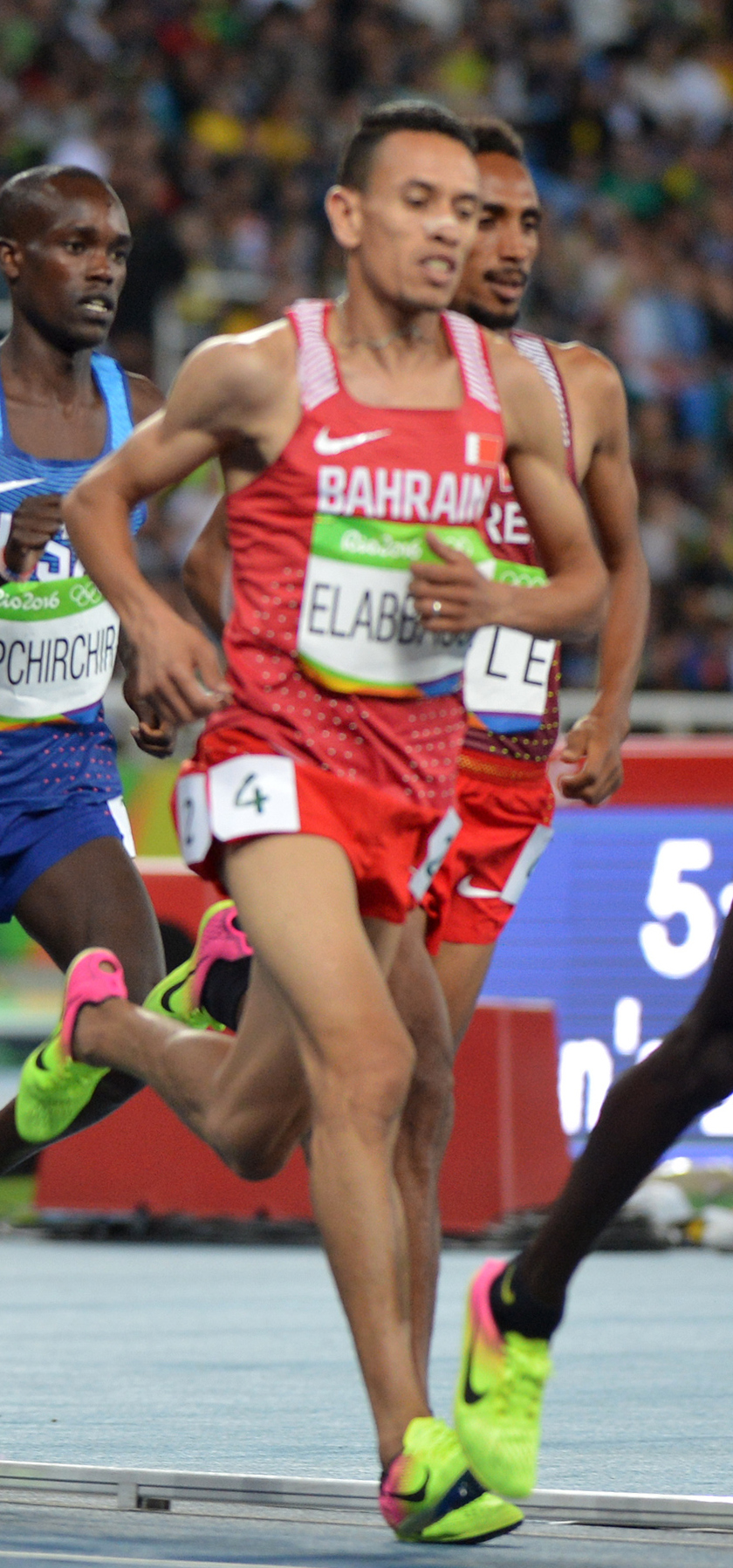
El Hassan el-Abbassi – Platz 25
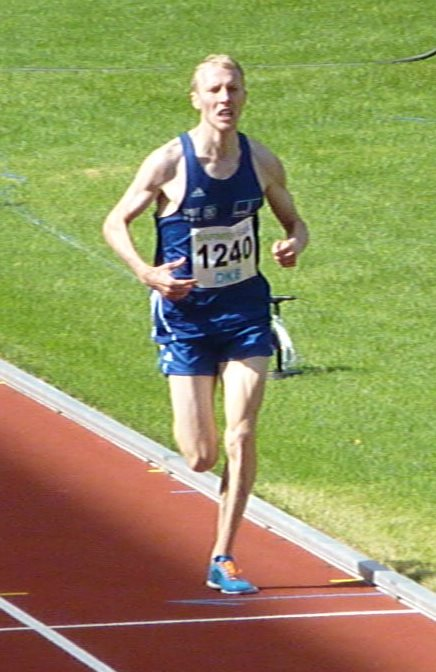
Richard Ringer – Platz 26
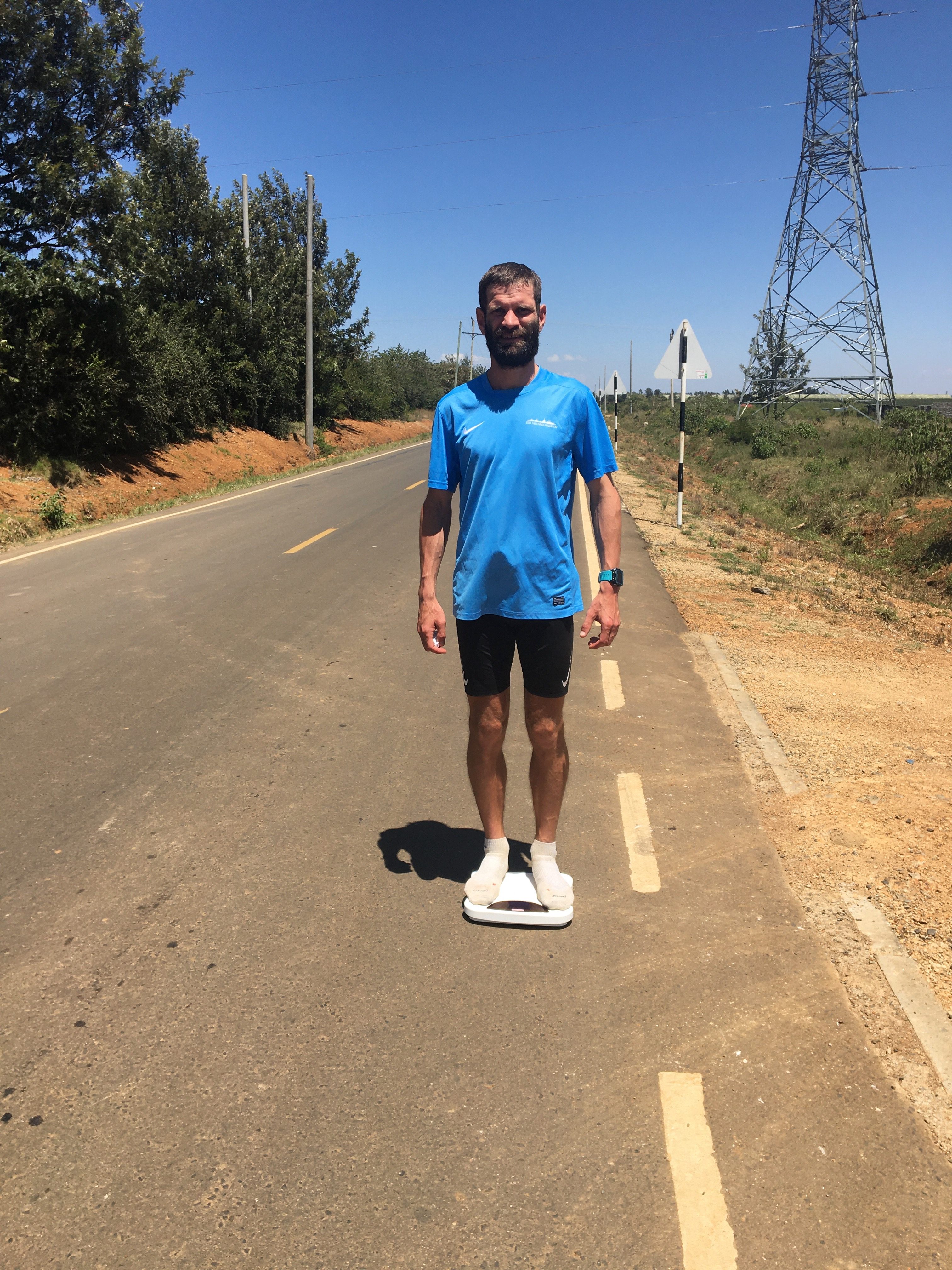
Tiidrek Nurme – Platz 27
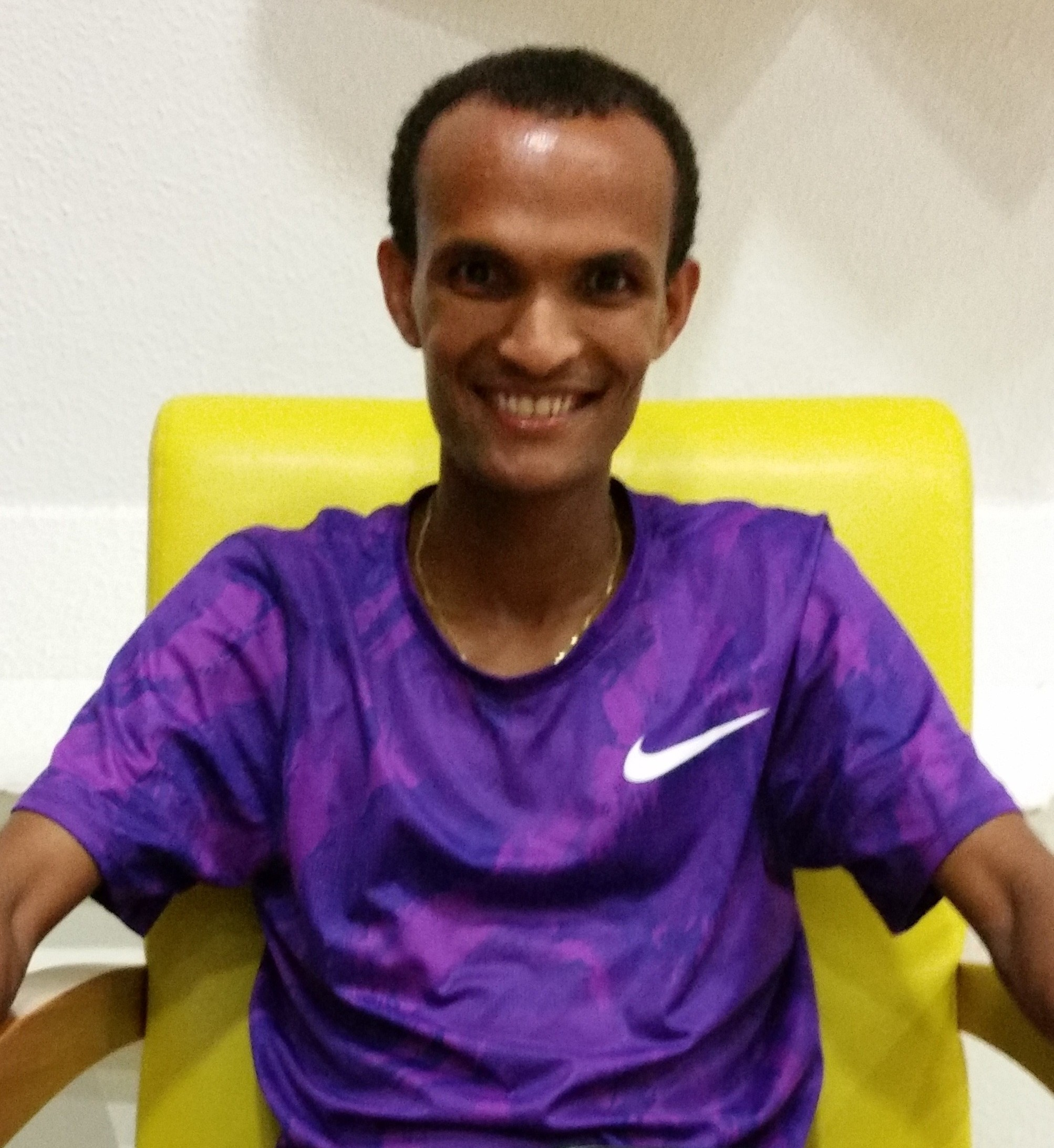
Girmaw Amare – Platz 28
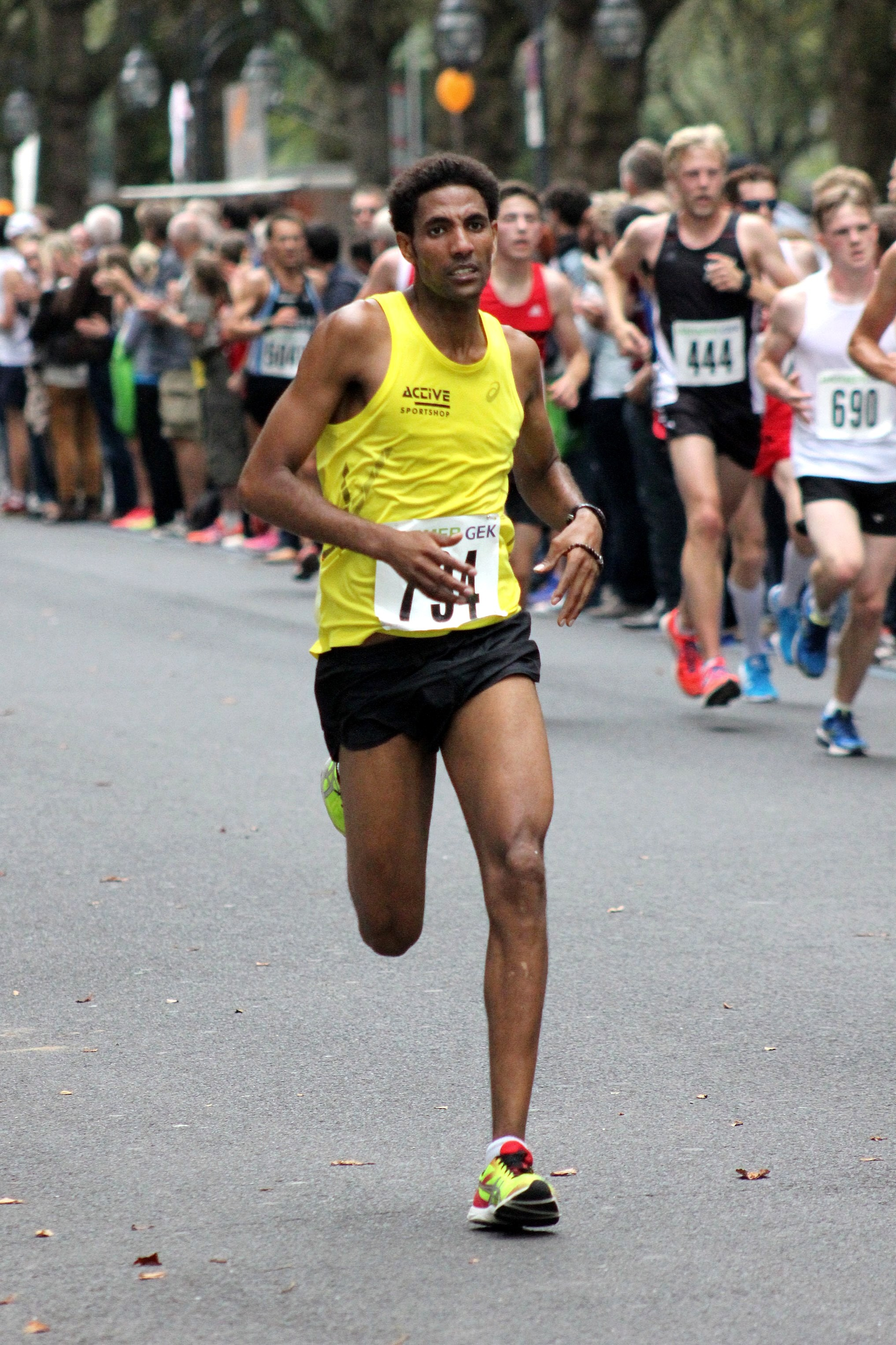
Amanal Petros – Platz dreißig
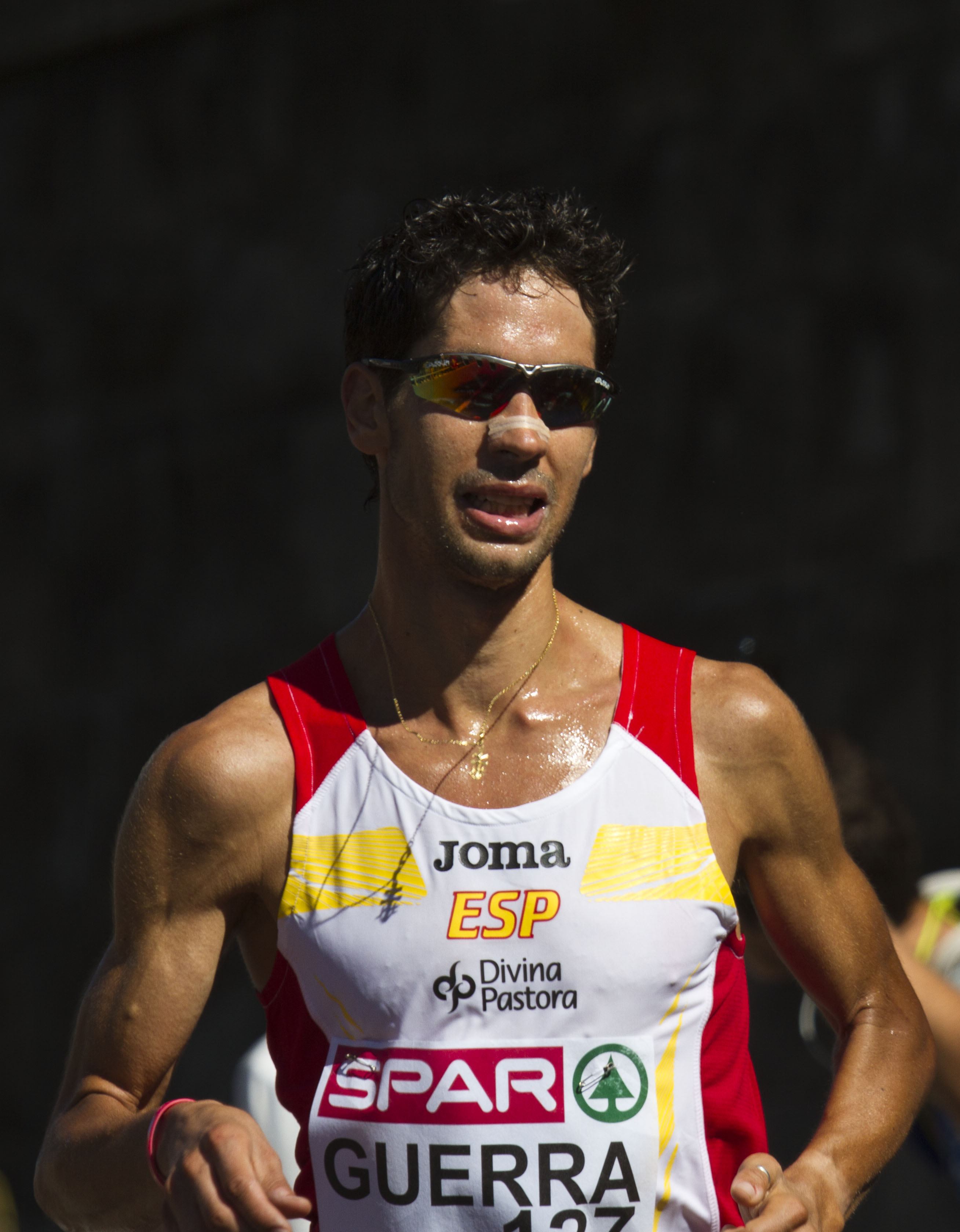
Javier Guerra – Platz 33
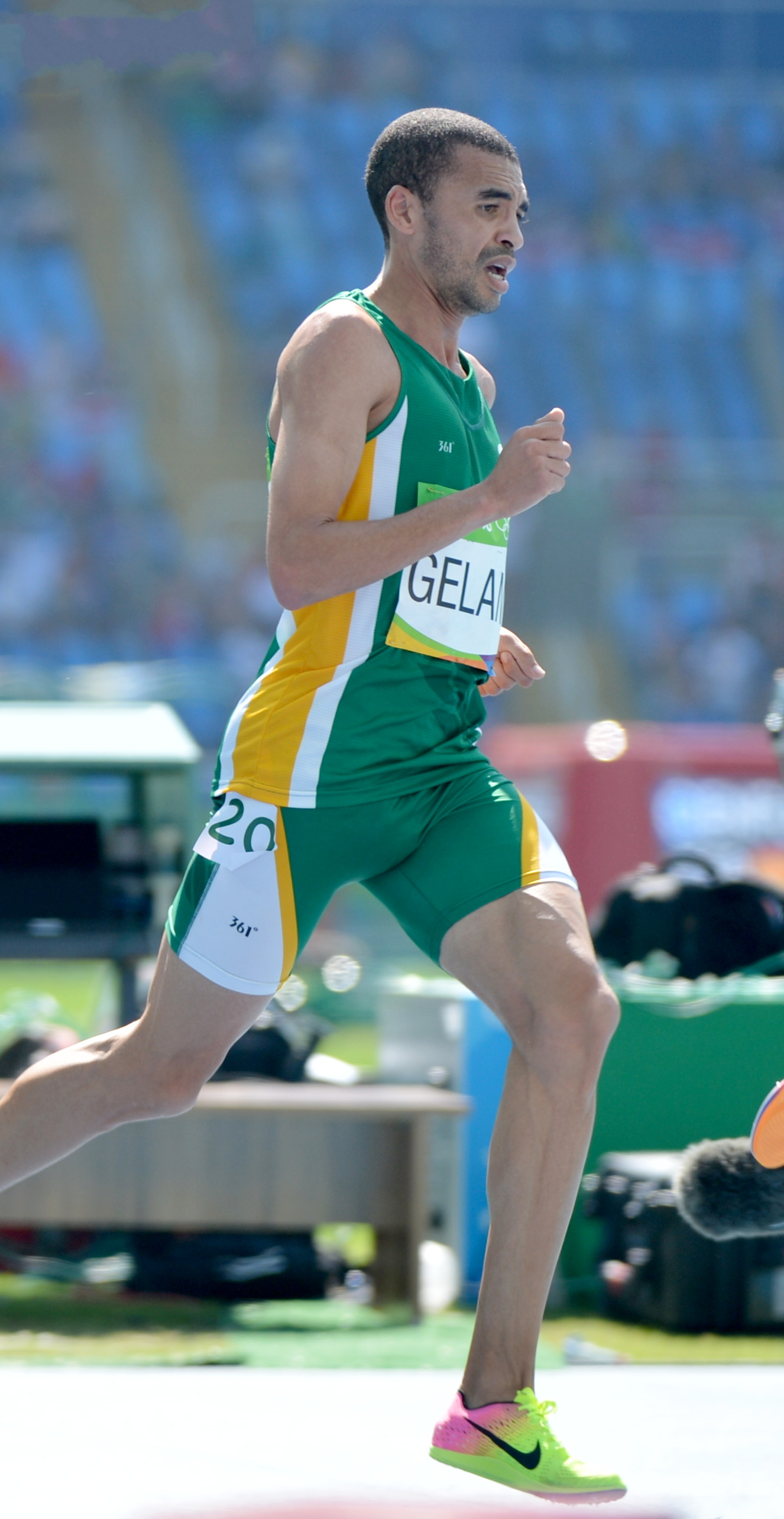
Elroy Gelant – Platz 34
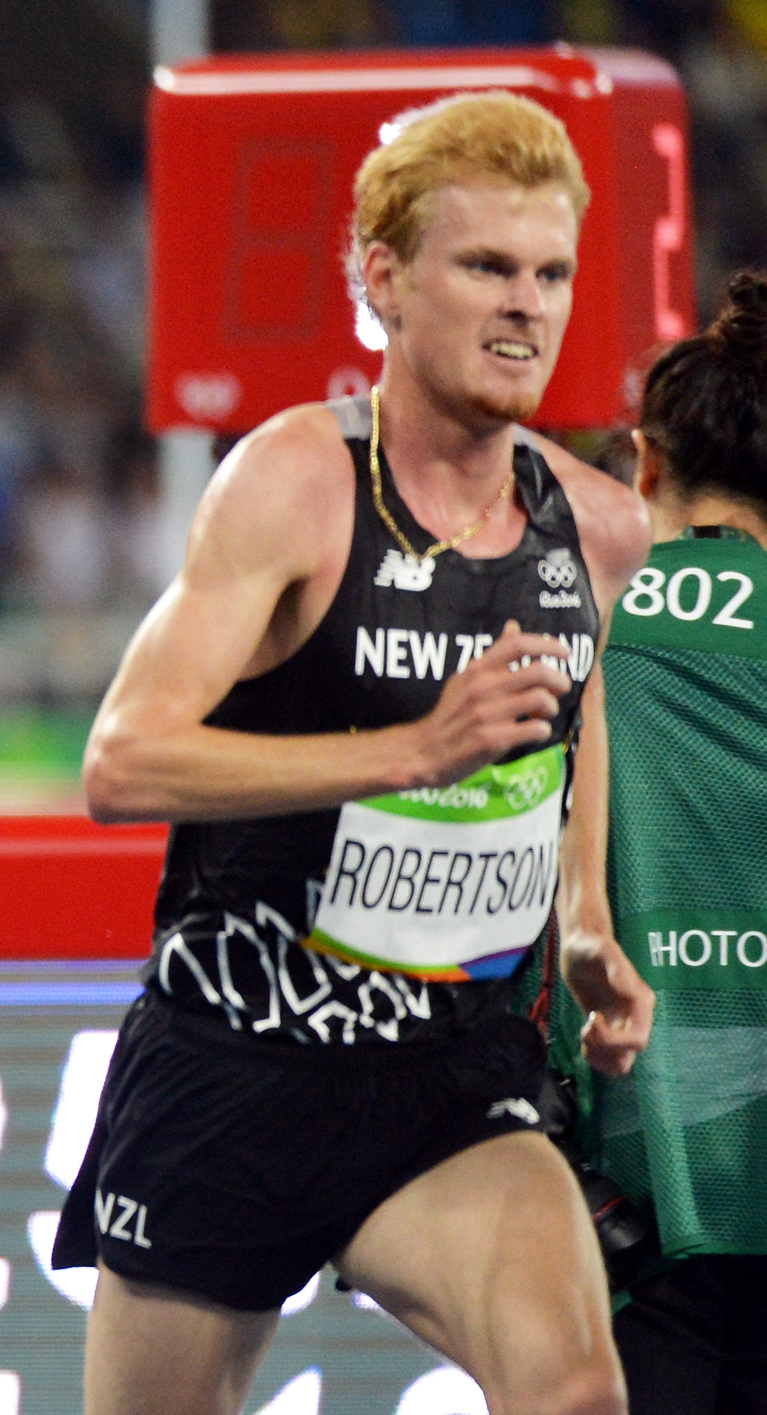
Zane Robertson – Platz 36
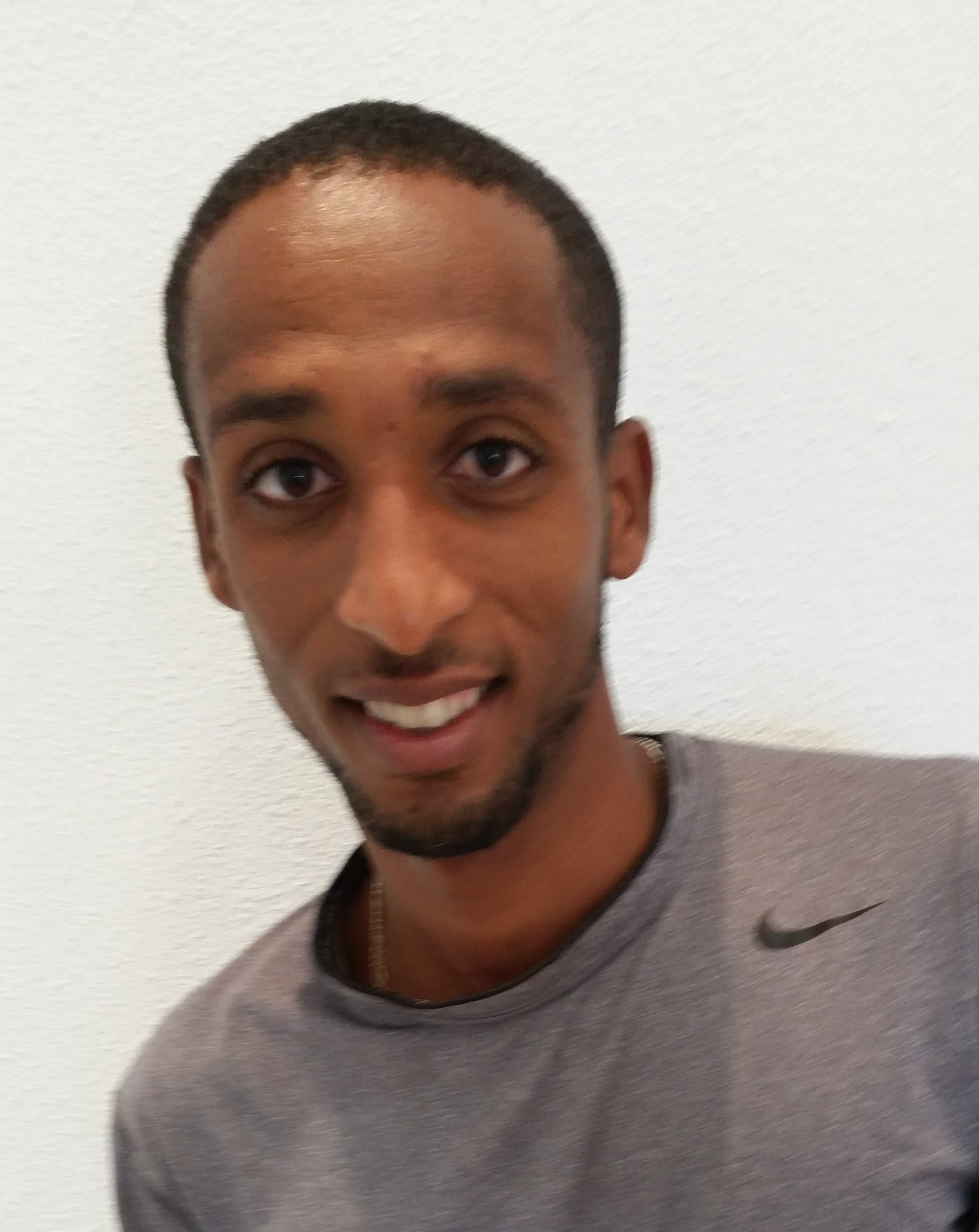
Haimro Alame – Platz 37
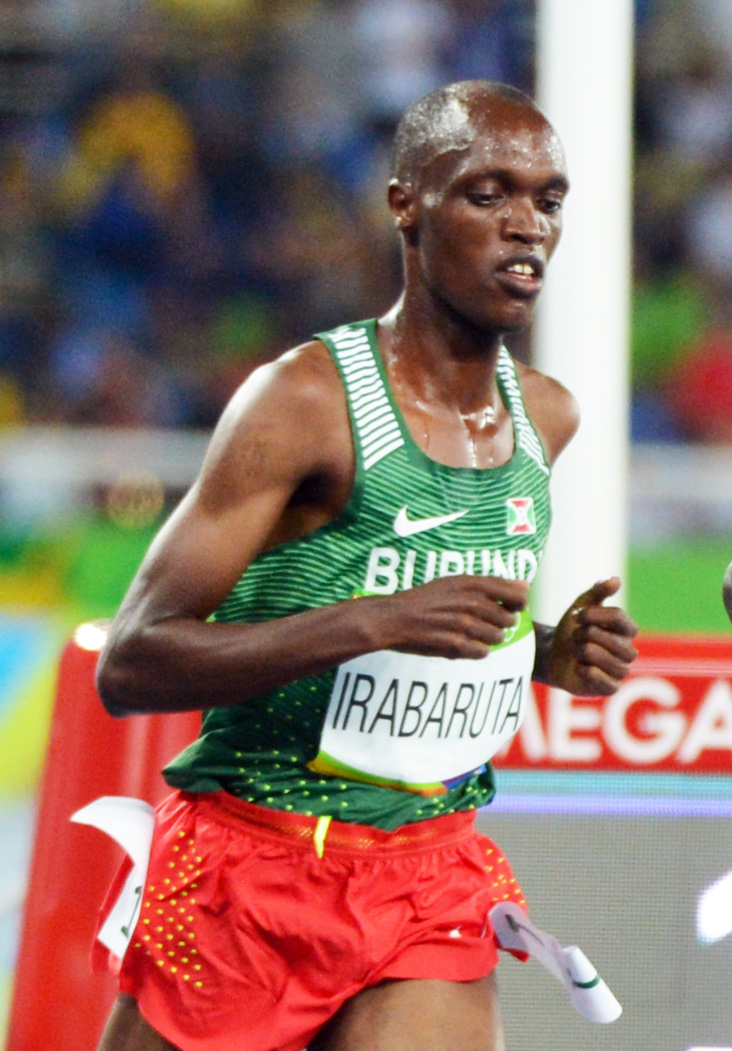
Olivier Irabaruta – Platz 39
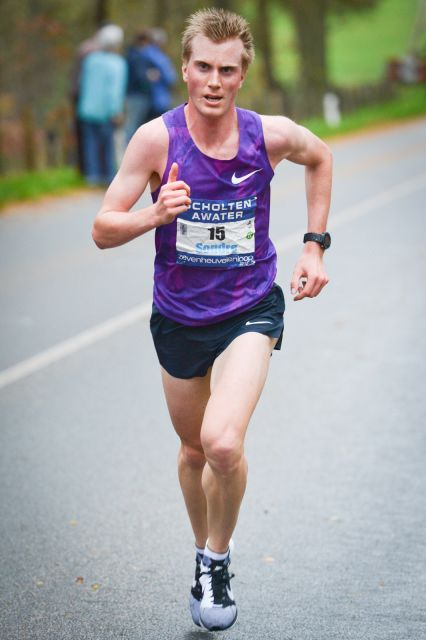
Sondre Nordstad Moen – Platz vierzig
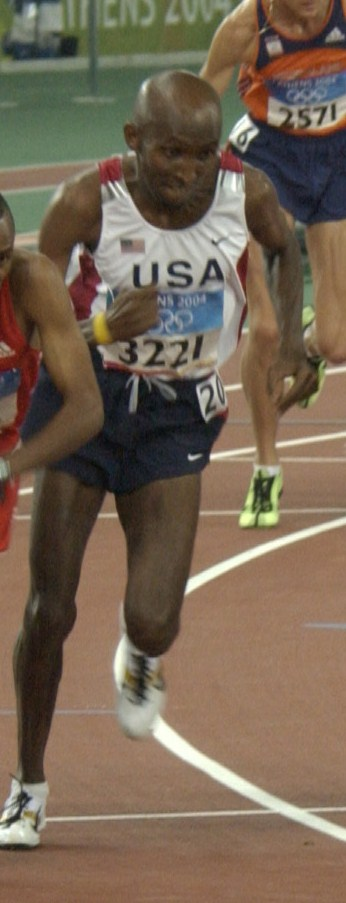
Abdi Abdirahman – Platz 41
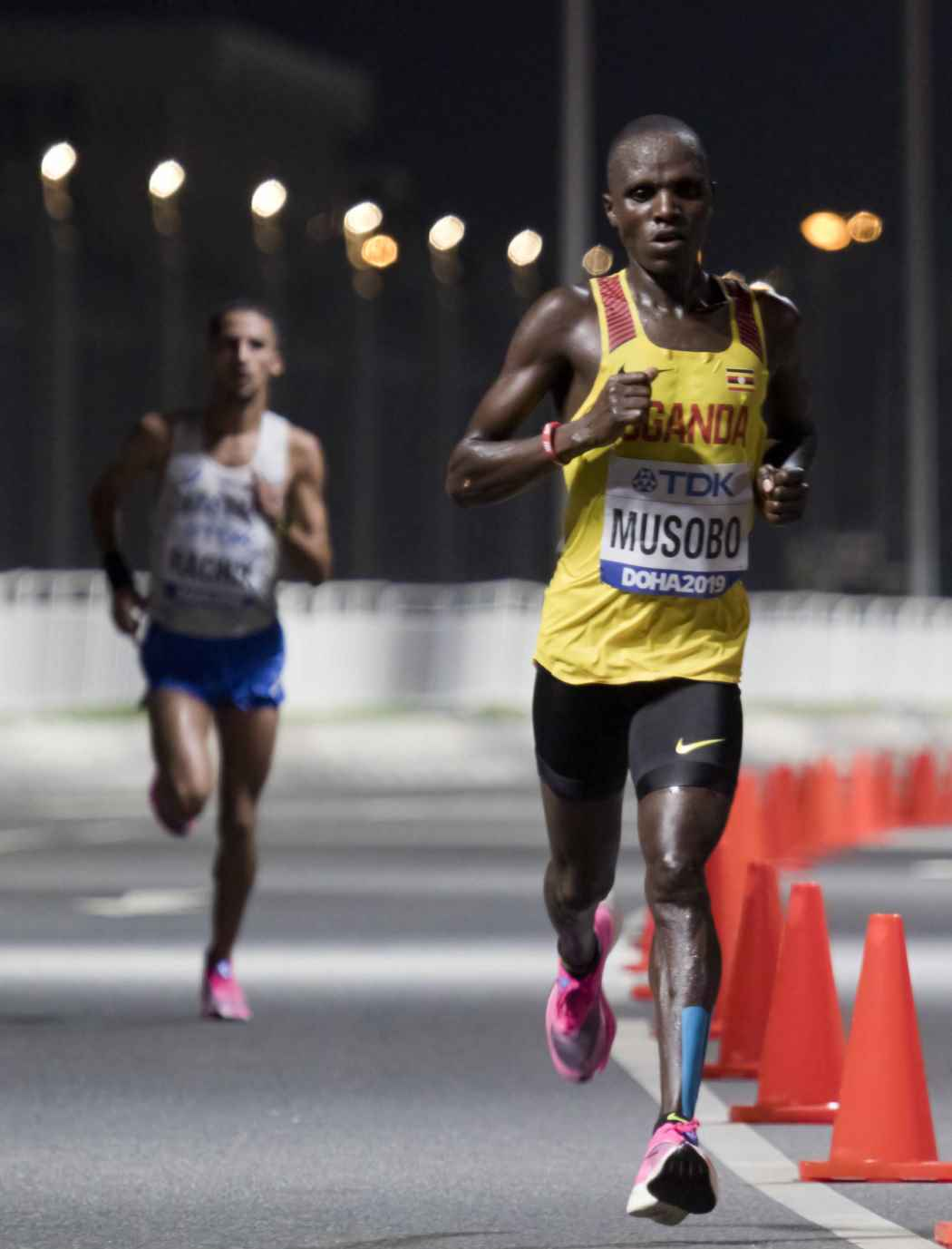
Fred Musobo – Platz 44
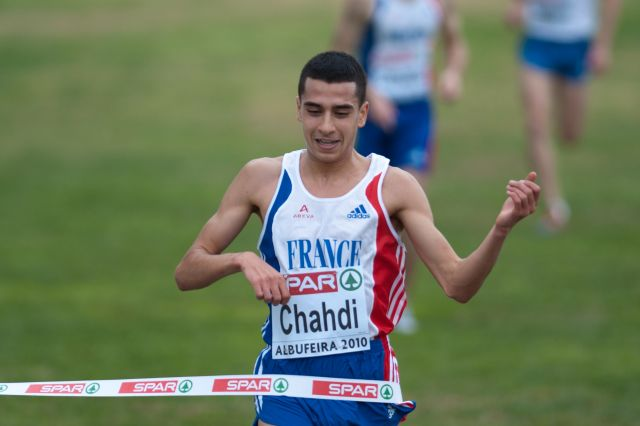
Hassan Chahdi – Platz 45
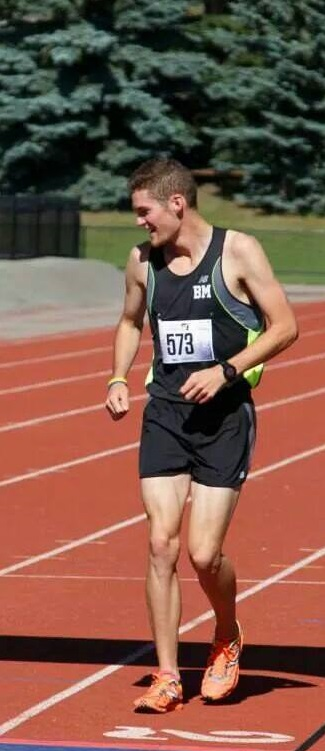
Trevor Hofbauer – Platz 48
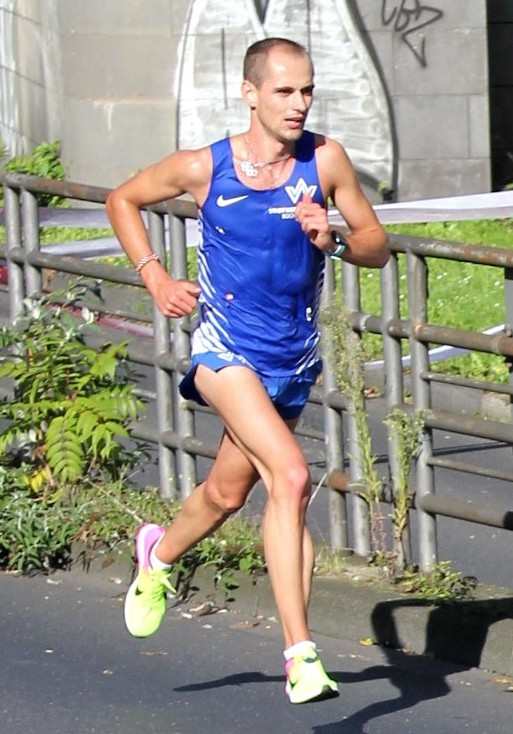
Hendrik Pfeiffer – Platz fünfzig
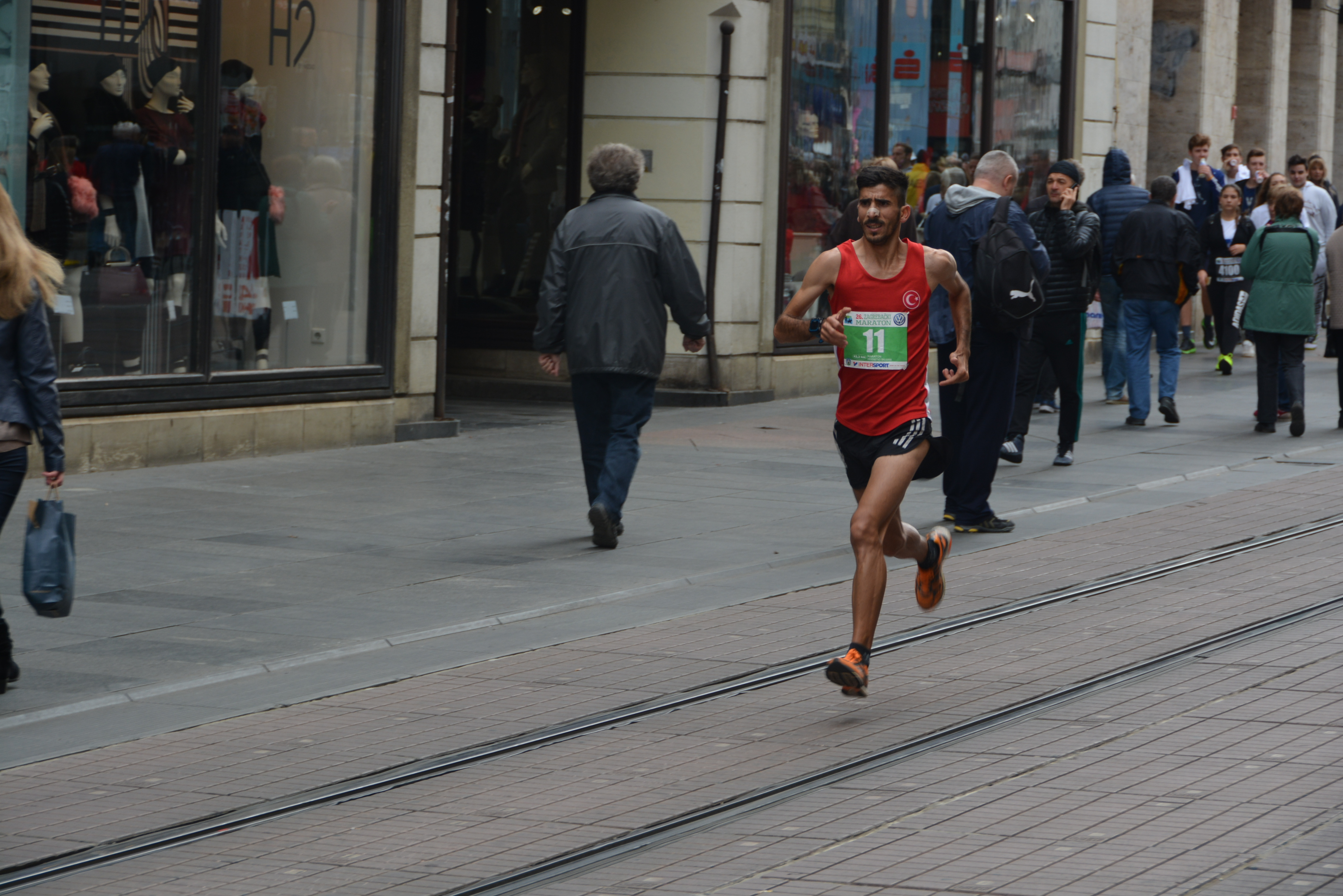
Yavuz Ağralı – Platz 52
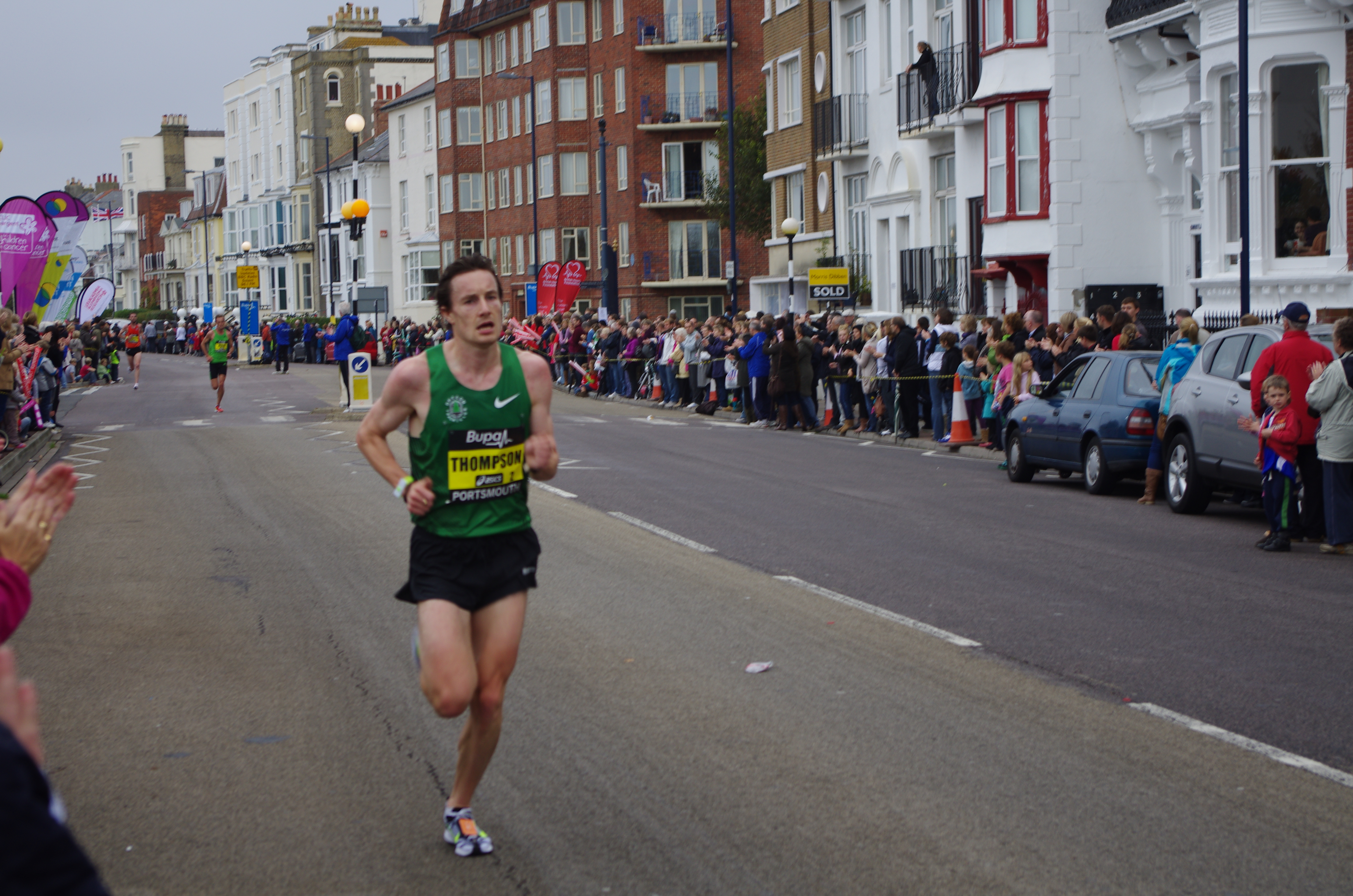
Chris Thompson – Platz 54
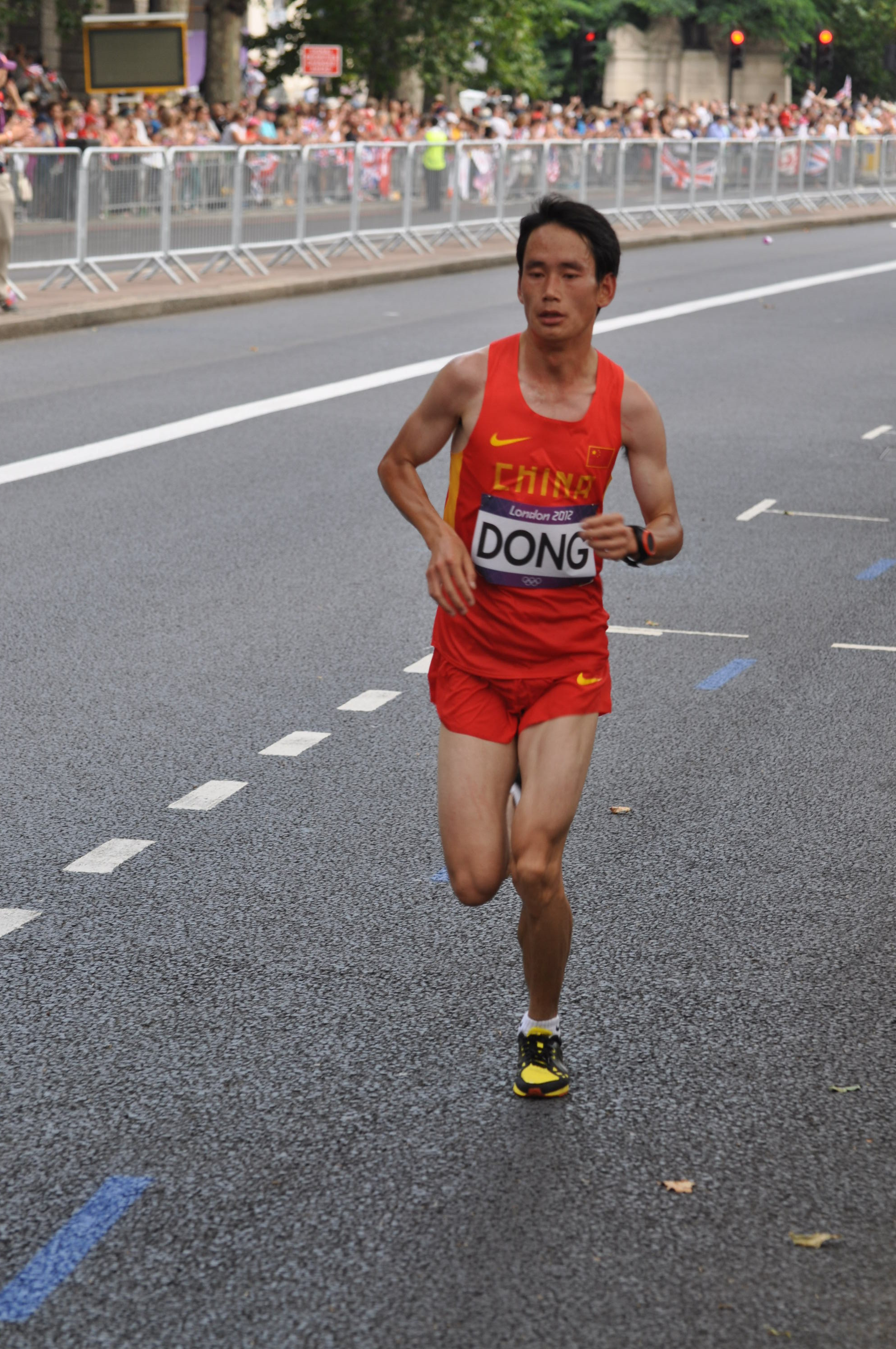
Dong Guojian – Platz 57
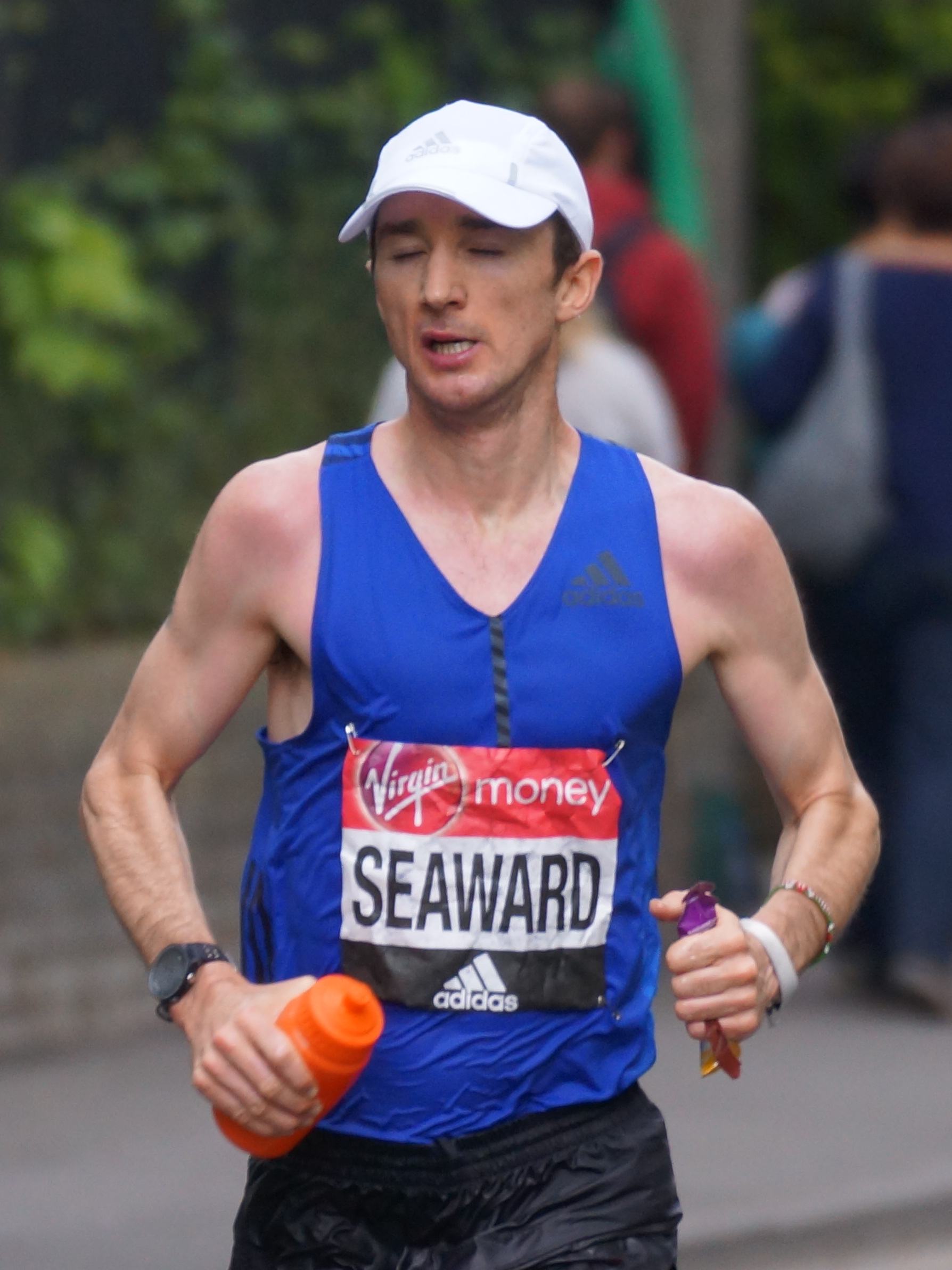
Kevin Seaward – Platz 58
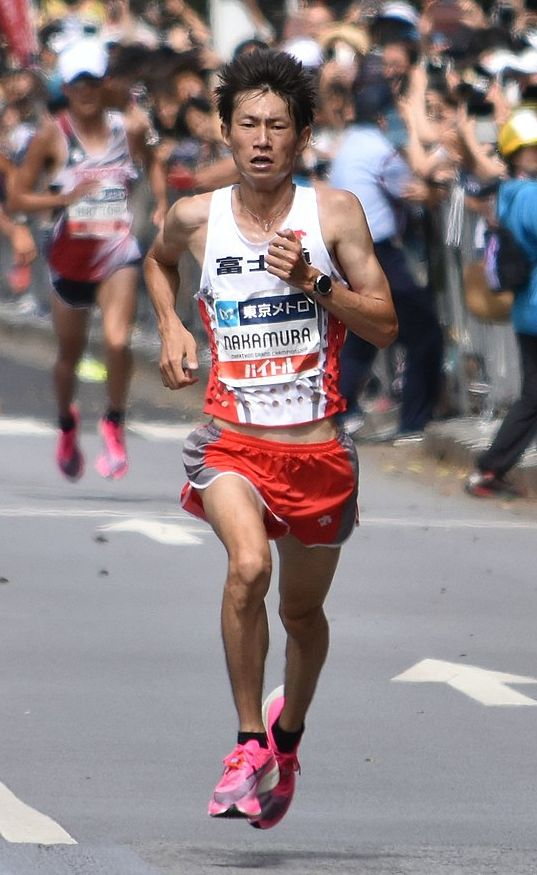
Shōgo Nakamura – Platz 62
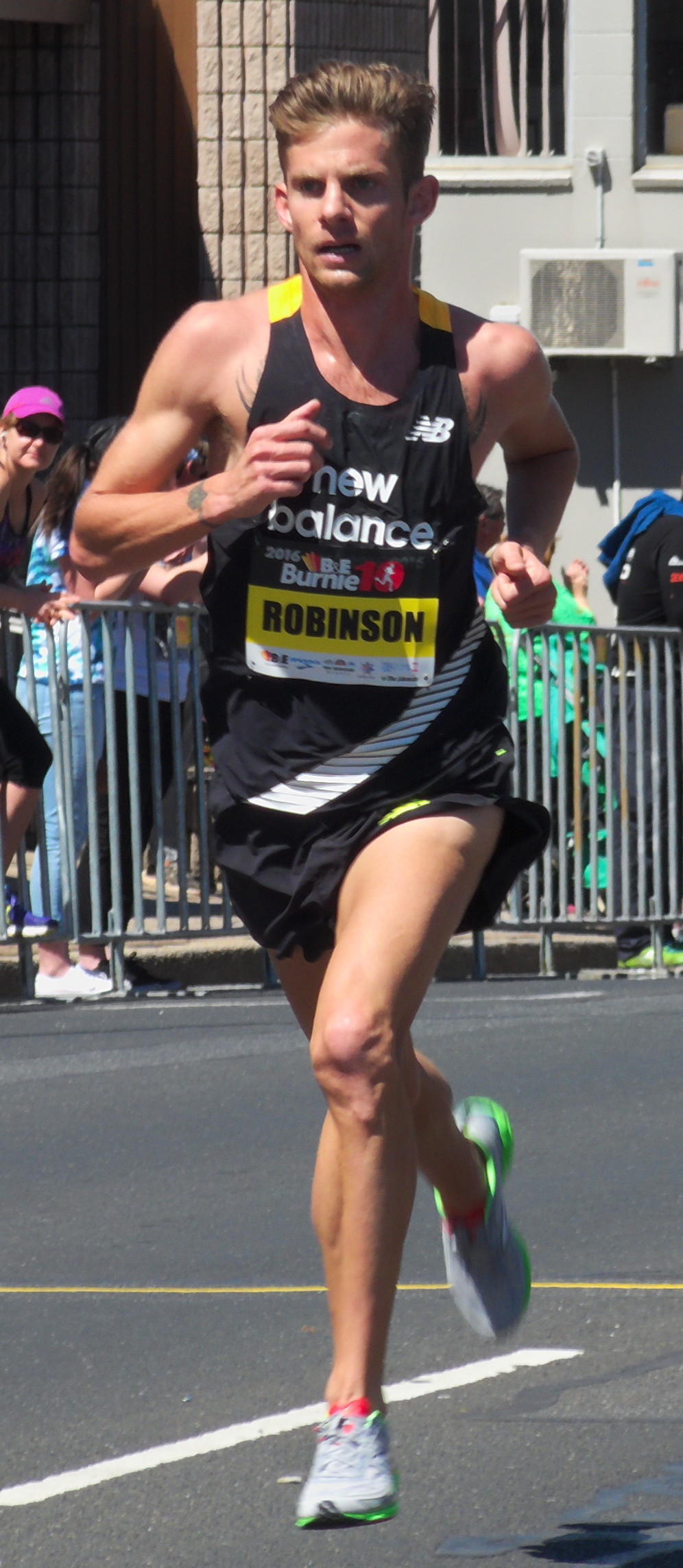
Brett Robinson – Platz 66
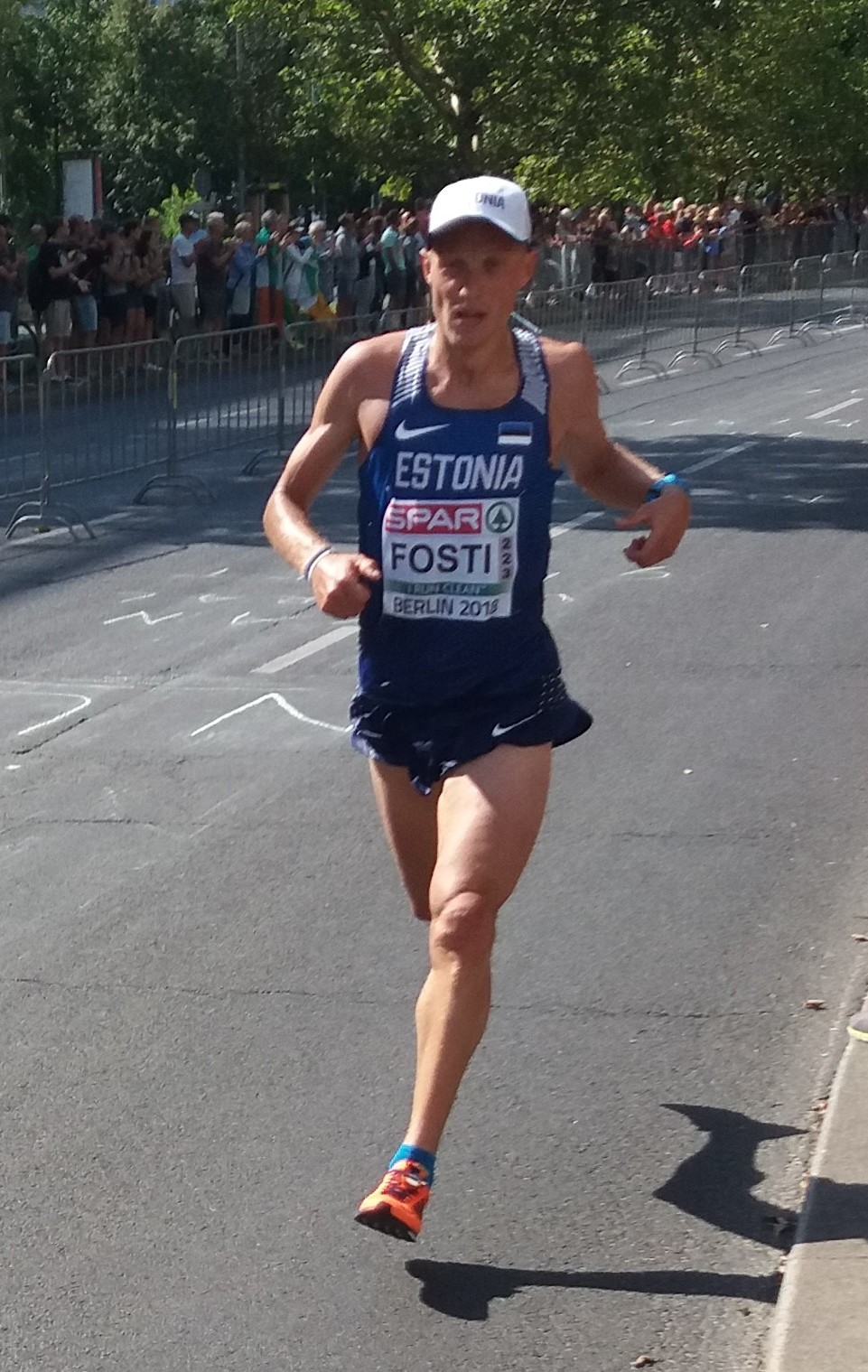
Roman Fosti – Platz 68
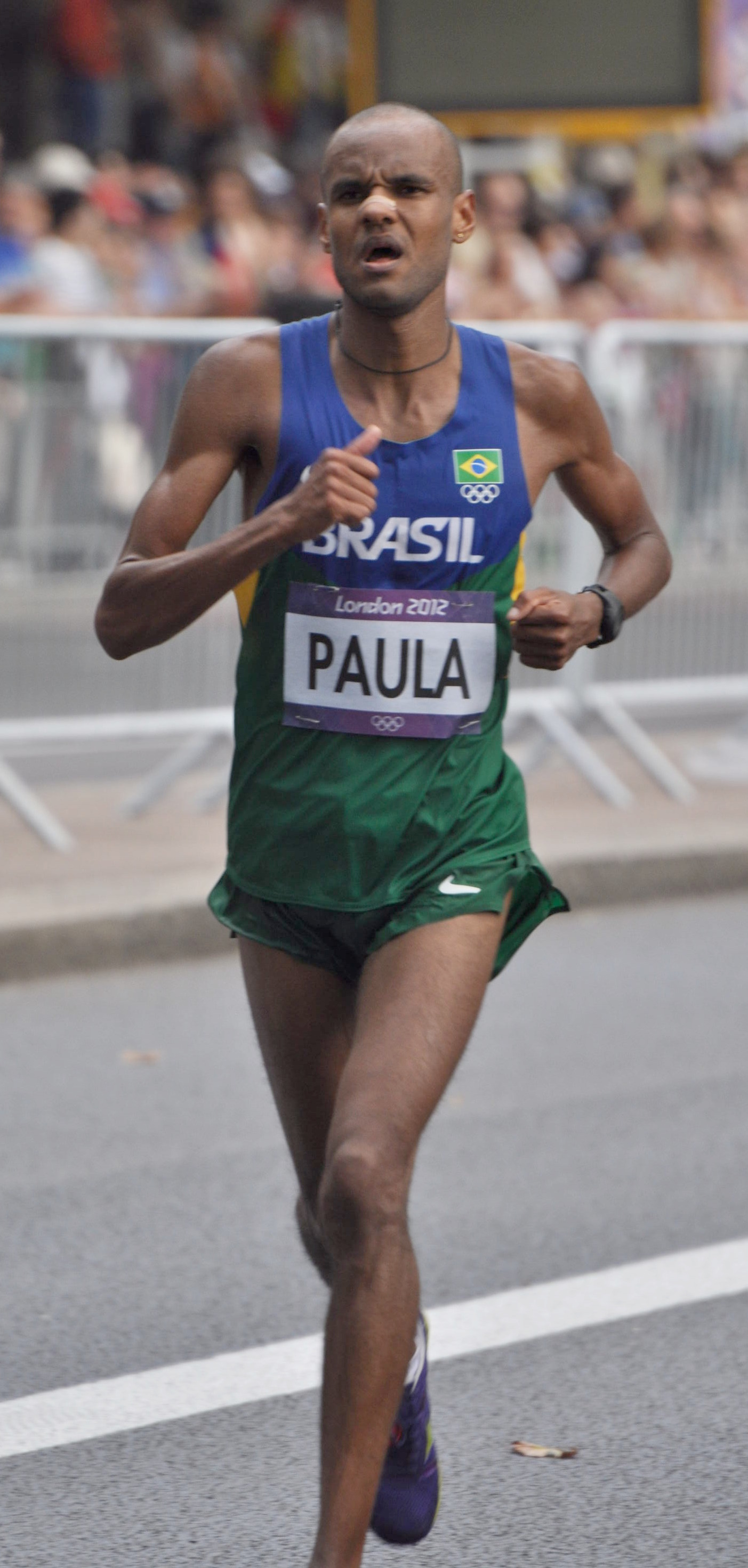
Paulo Roberto Paula – Platz 69
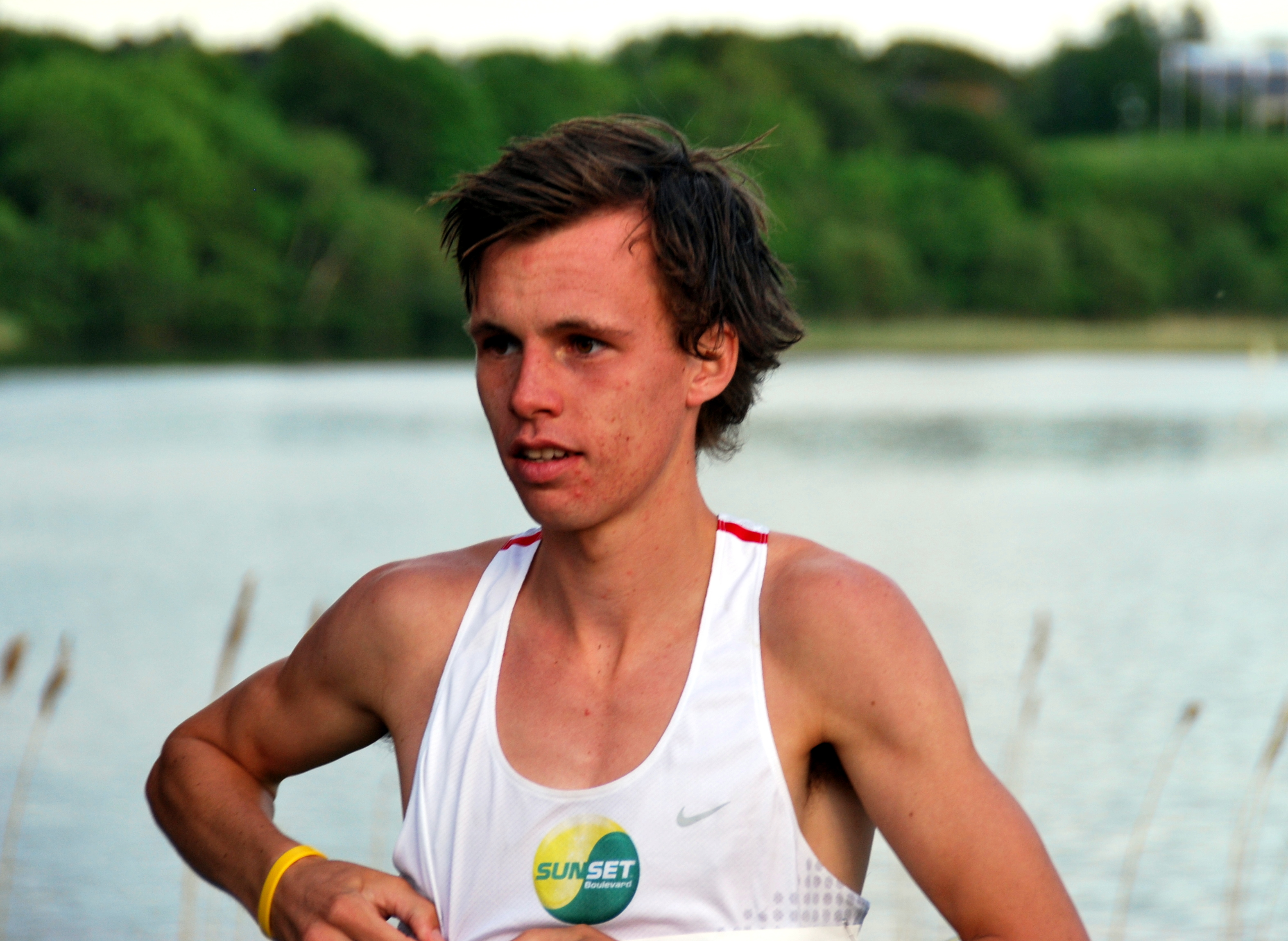
Thijs Nijhuis – Platz siebzig
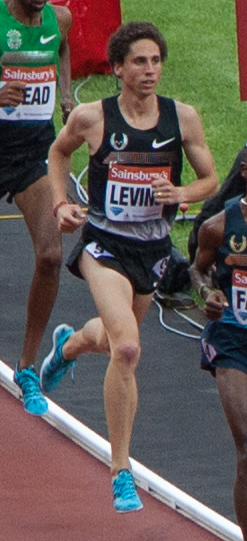
Cameron Levins – Platz 72
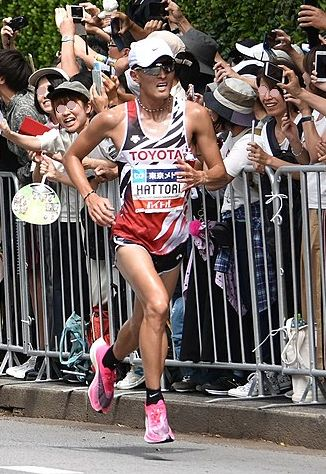
Yūma Hattori – Platz 73
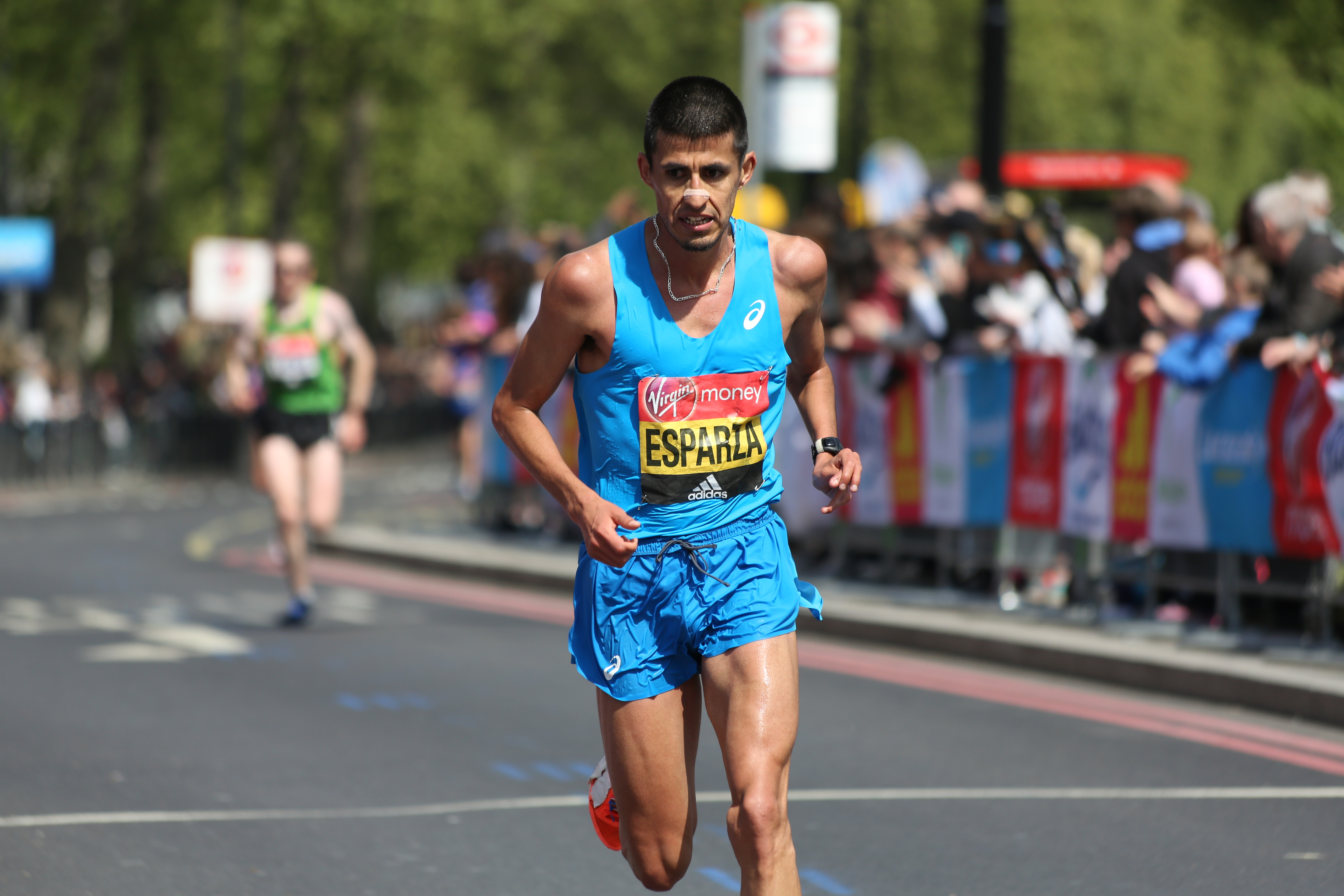
Jesús Arturo Esparza – Platz 74
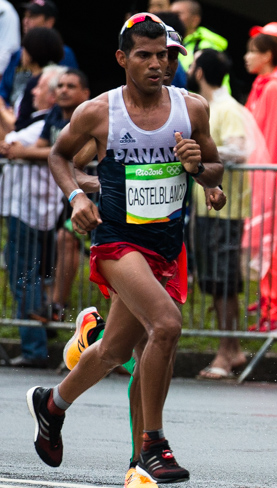
Jorge Castelblanco – Platz 75
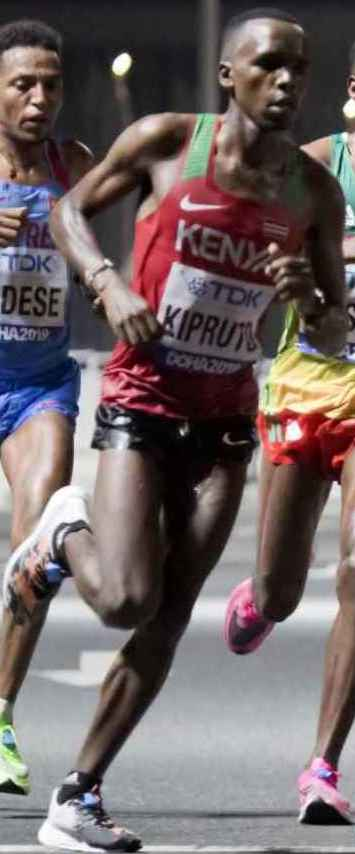
Amos Kipruto – Rennen nicht beendet
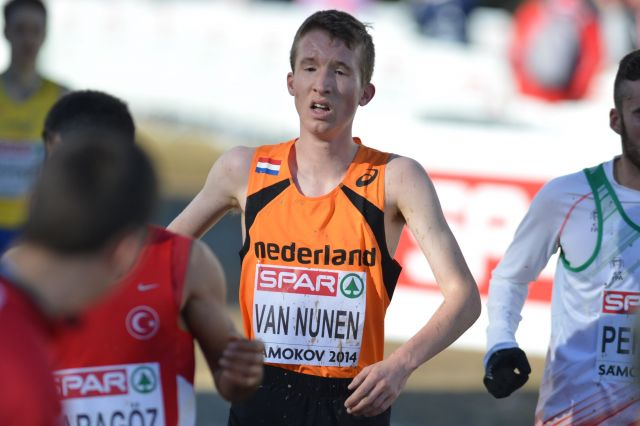
Bart van Nunen – Rennen nicht beendet
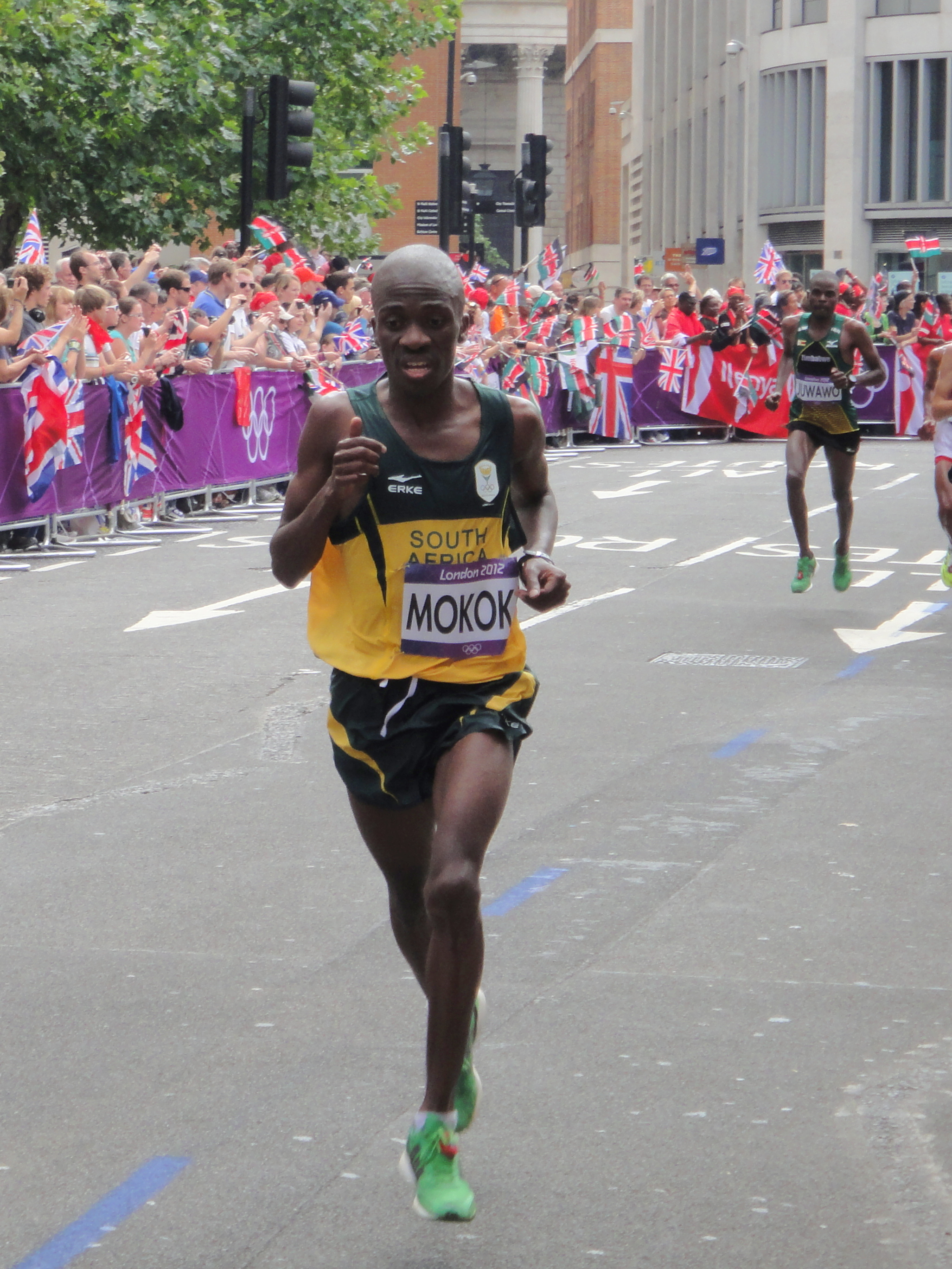
Stephen Mokoka – Rennen nicht beendet
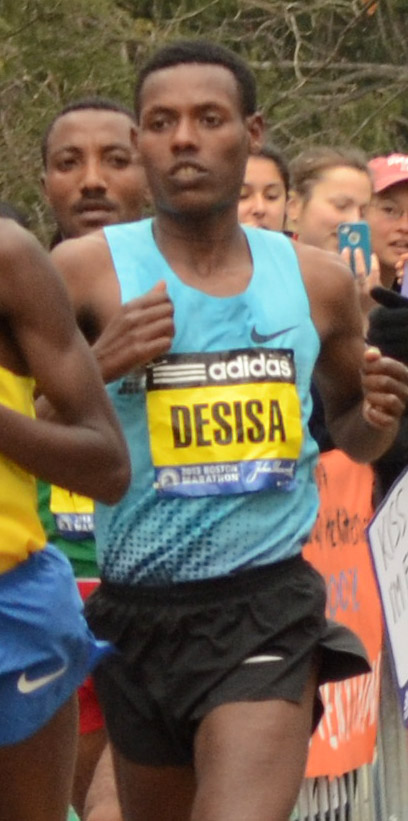
Lelisa Desisa – Rennen nicht beendet
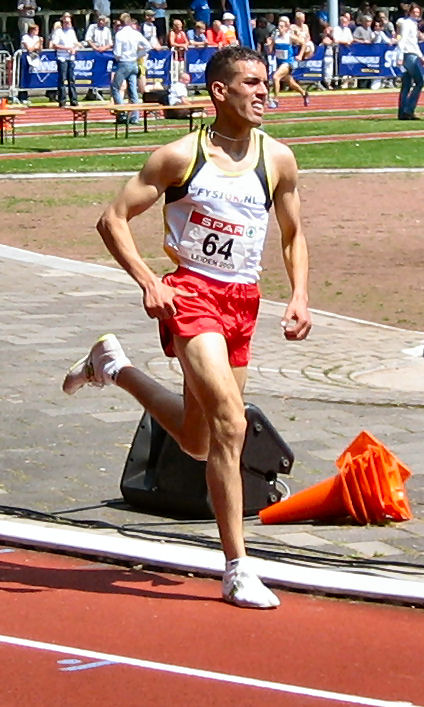
Khalid Choukoud – Rennen nicht beendet
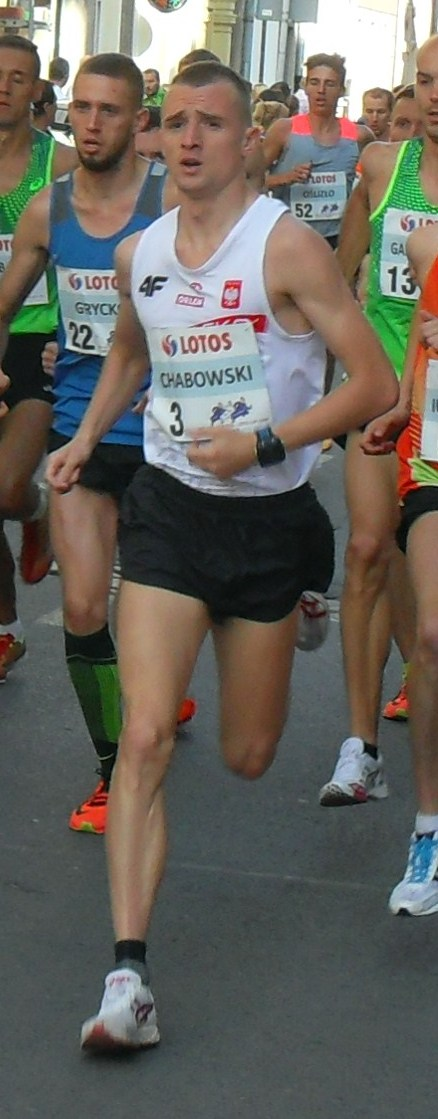
Marcin Chabowski – Rennen nicht beendet
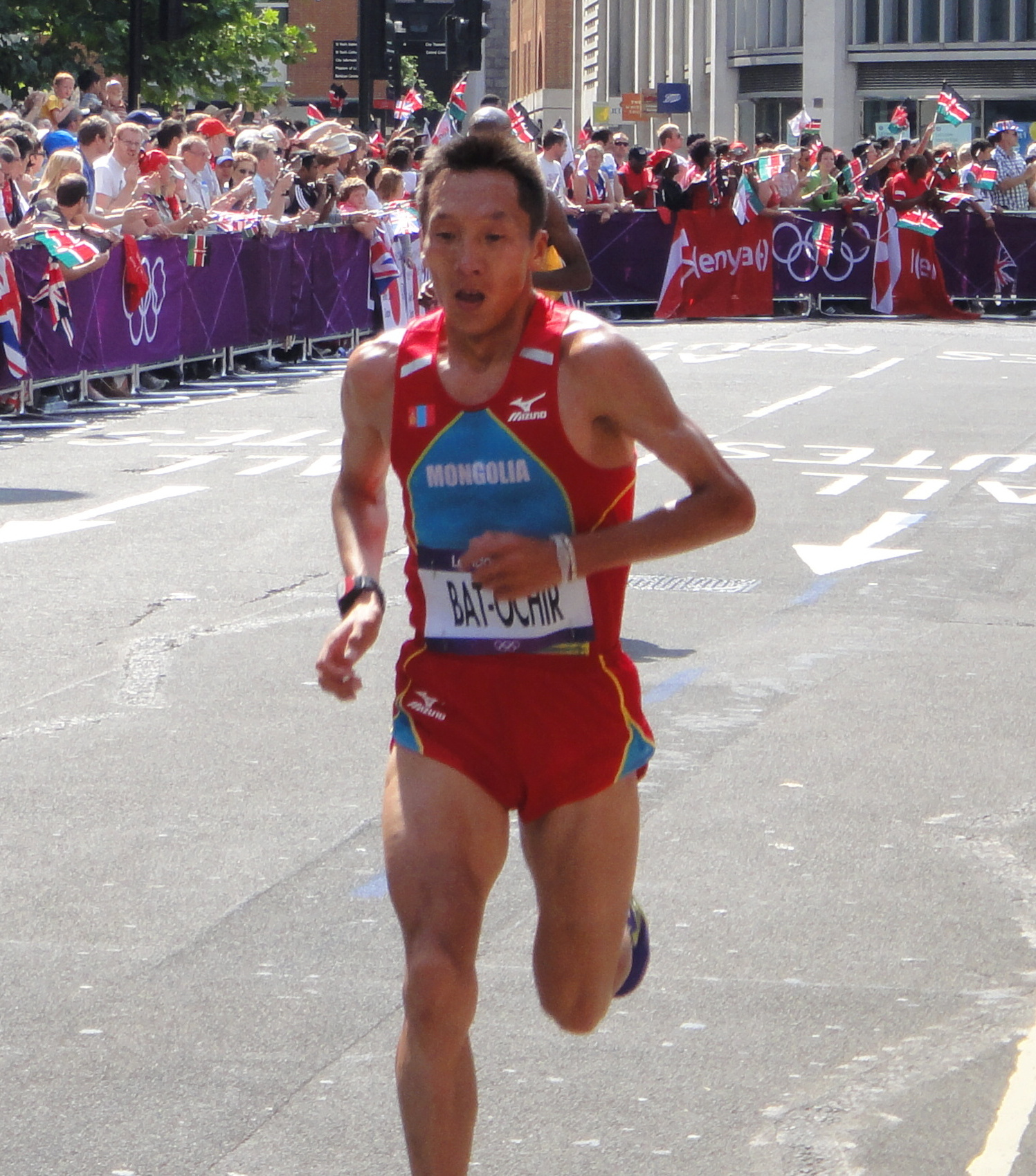
Bat-Otschiryn Ser-Od – Rennen nicht beendet
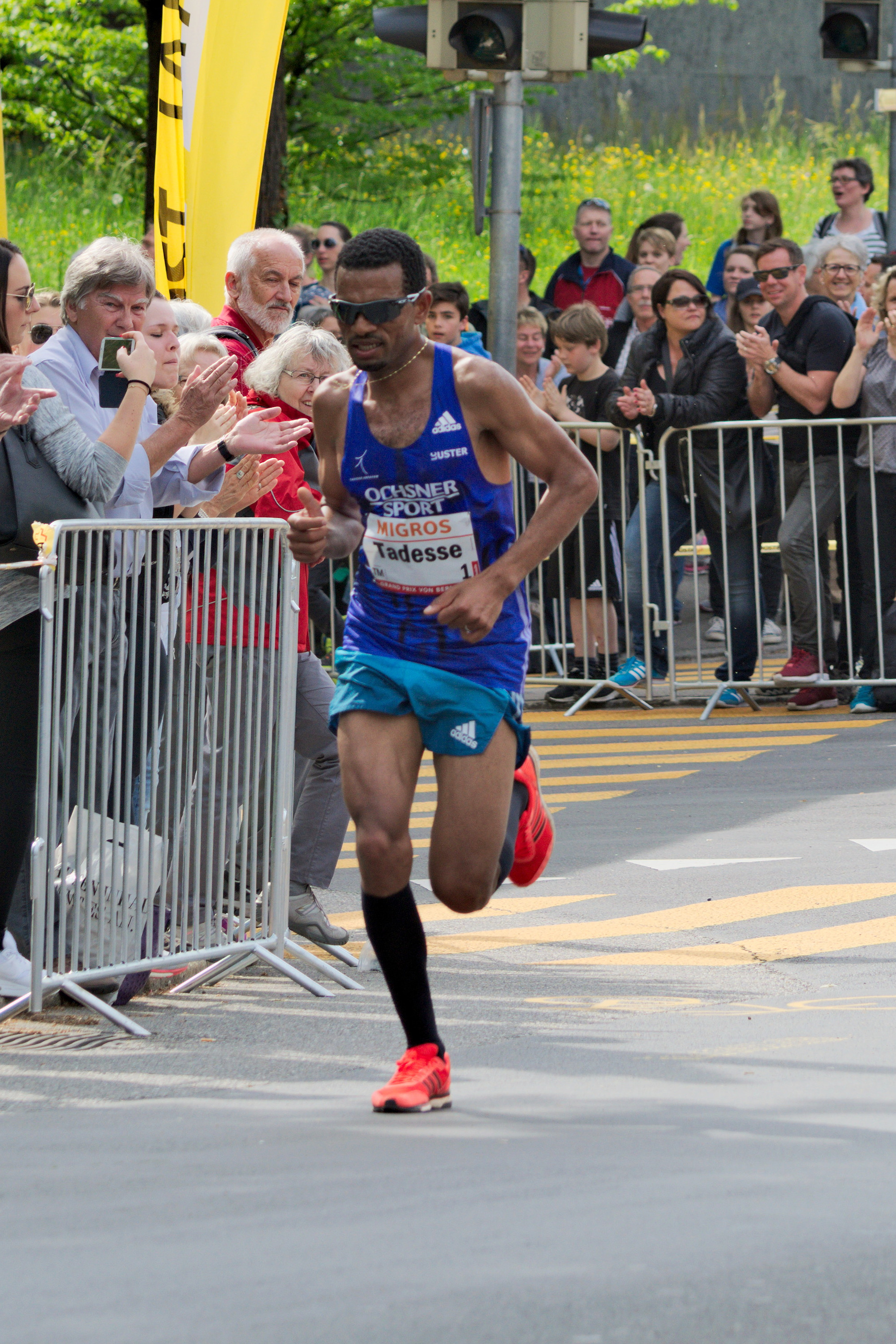
Tadesse Abraham – Rennen nicht beendet
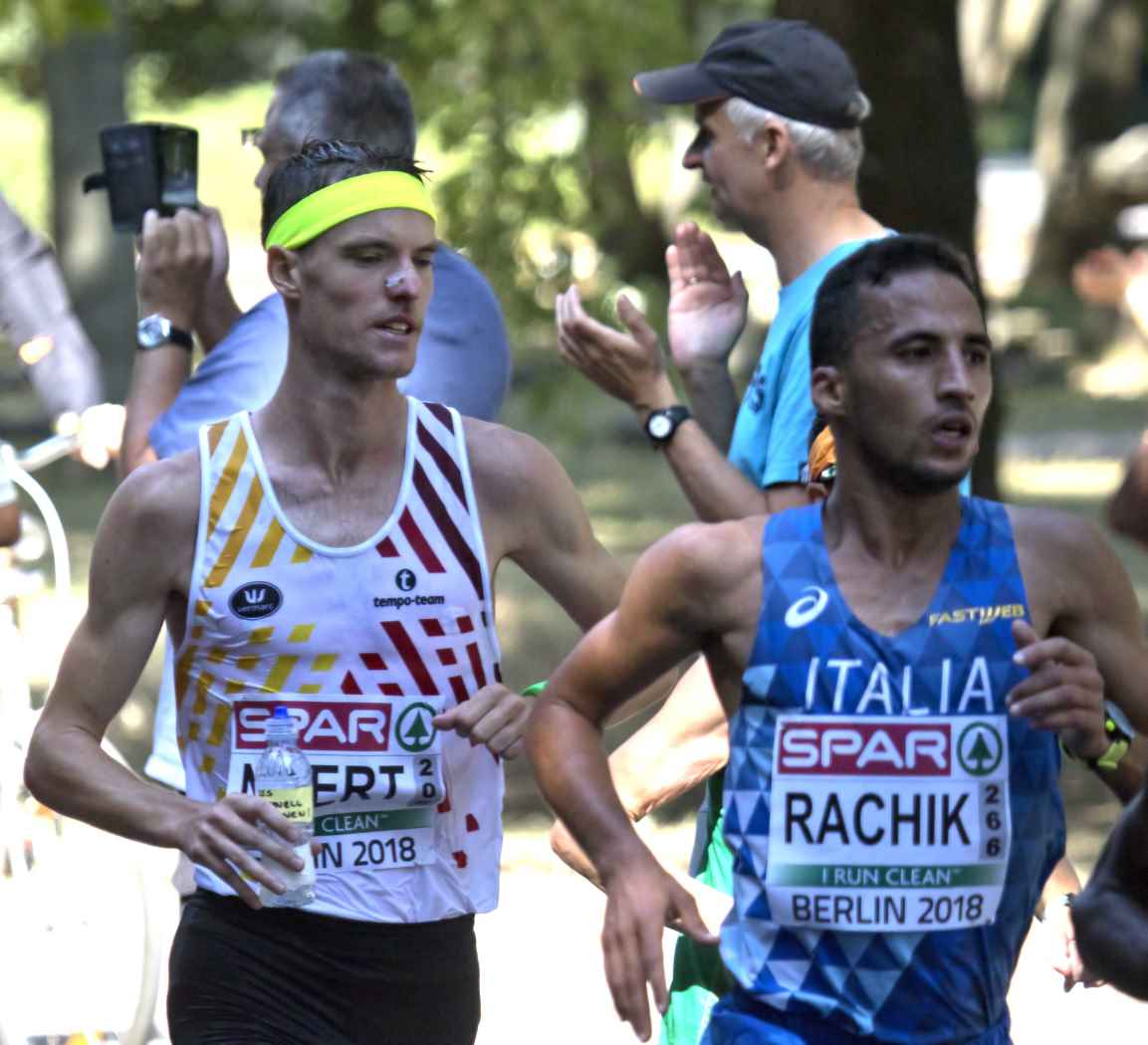
Yassine Rachik (rechts) – Rennen nicht beendet
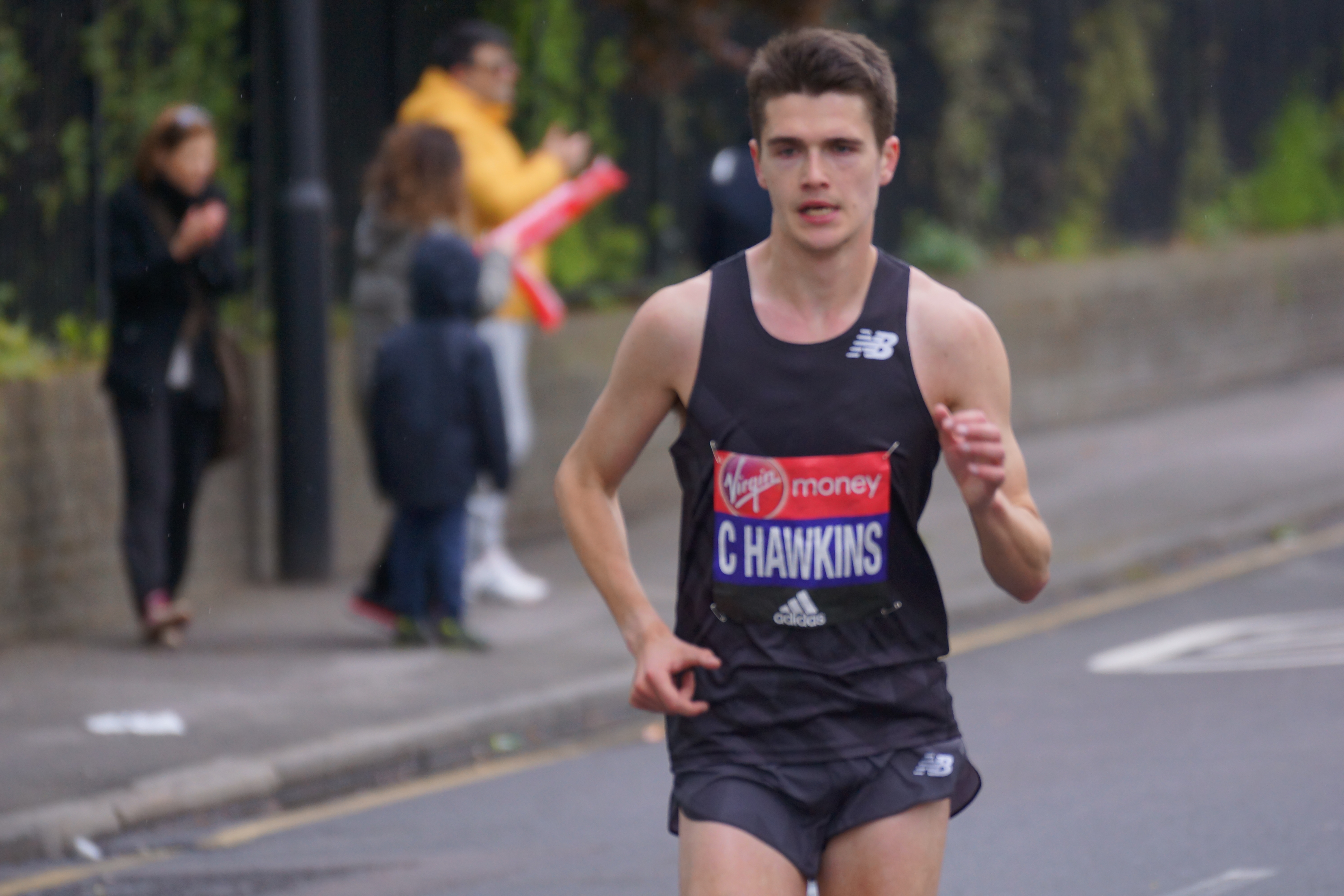
Callum Hawkins – Rennen nicht beendet
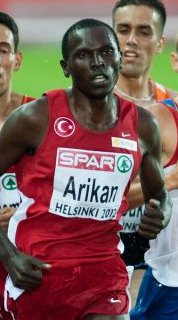
Polat Kemboi Arıkan – Rennen nicht beendet
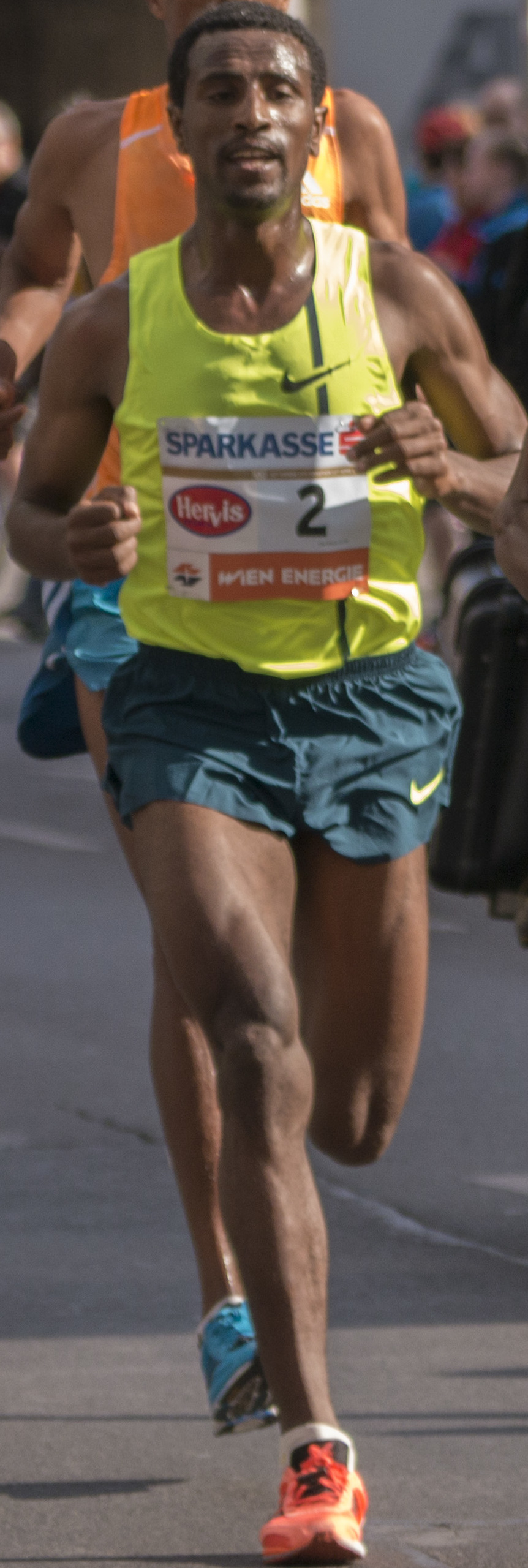
Sisay Lemma – Rennen nicht beendet
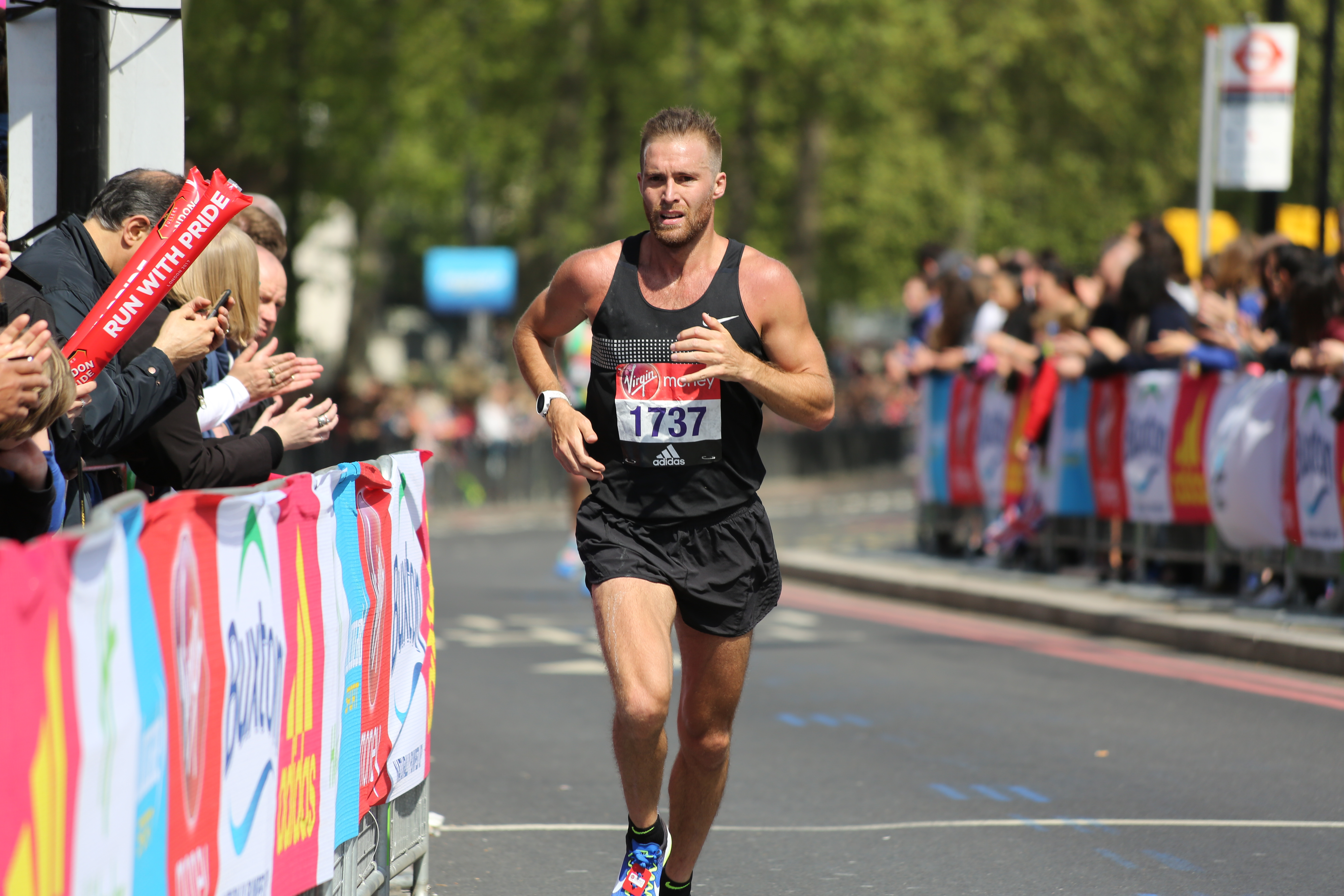
Stephen Scullion – Rennen nicht beendet
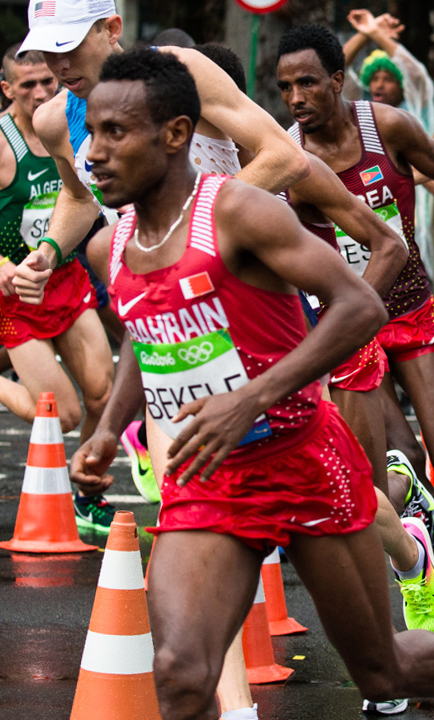
Alemu Bekele – Rennen nicht beendet
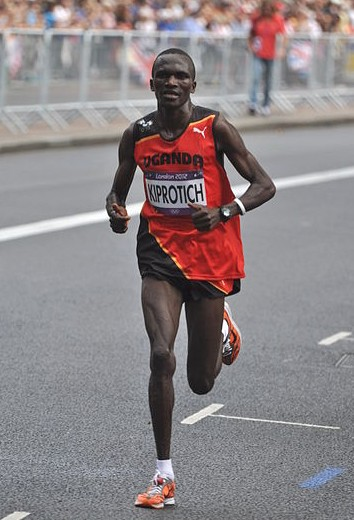
Stephen Kiprotich – Rennen nicht beendet
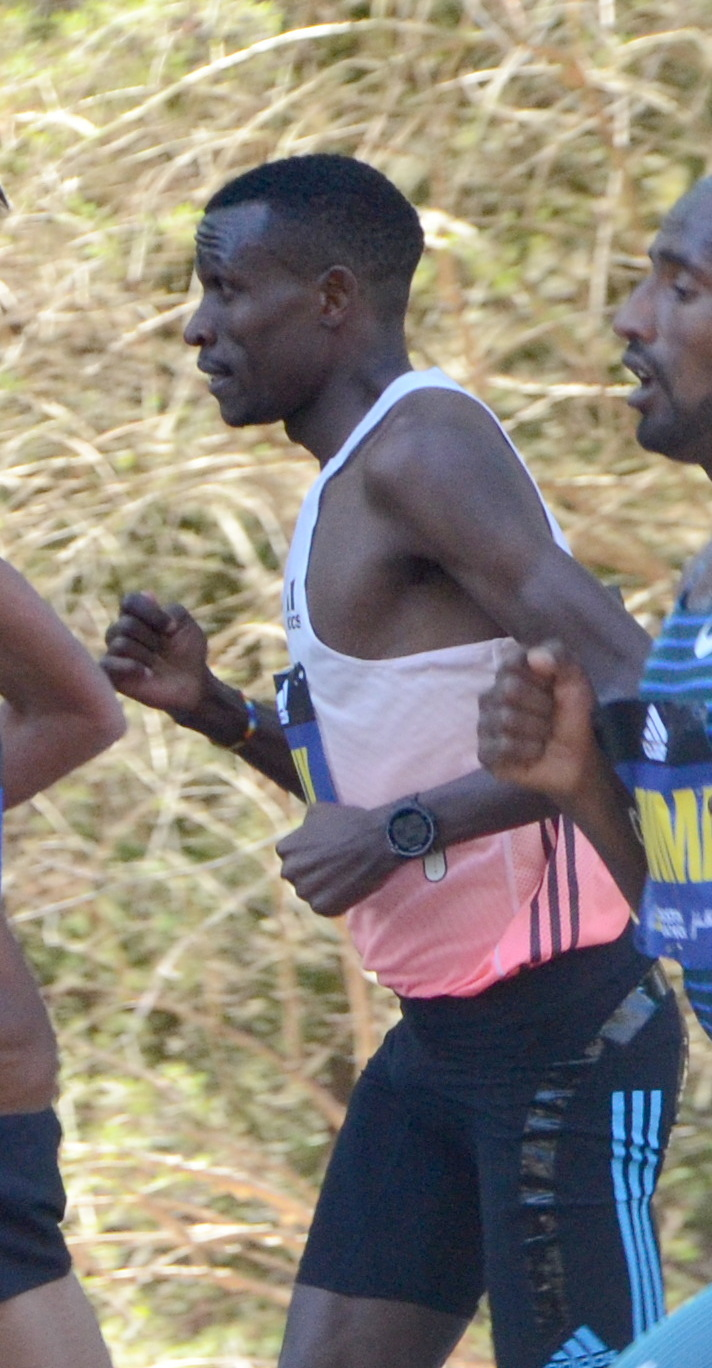
Gabriel Geay – Rennen nicht beendet
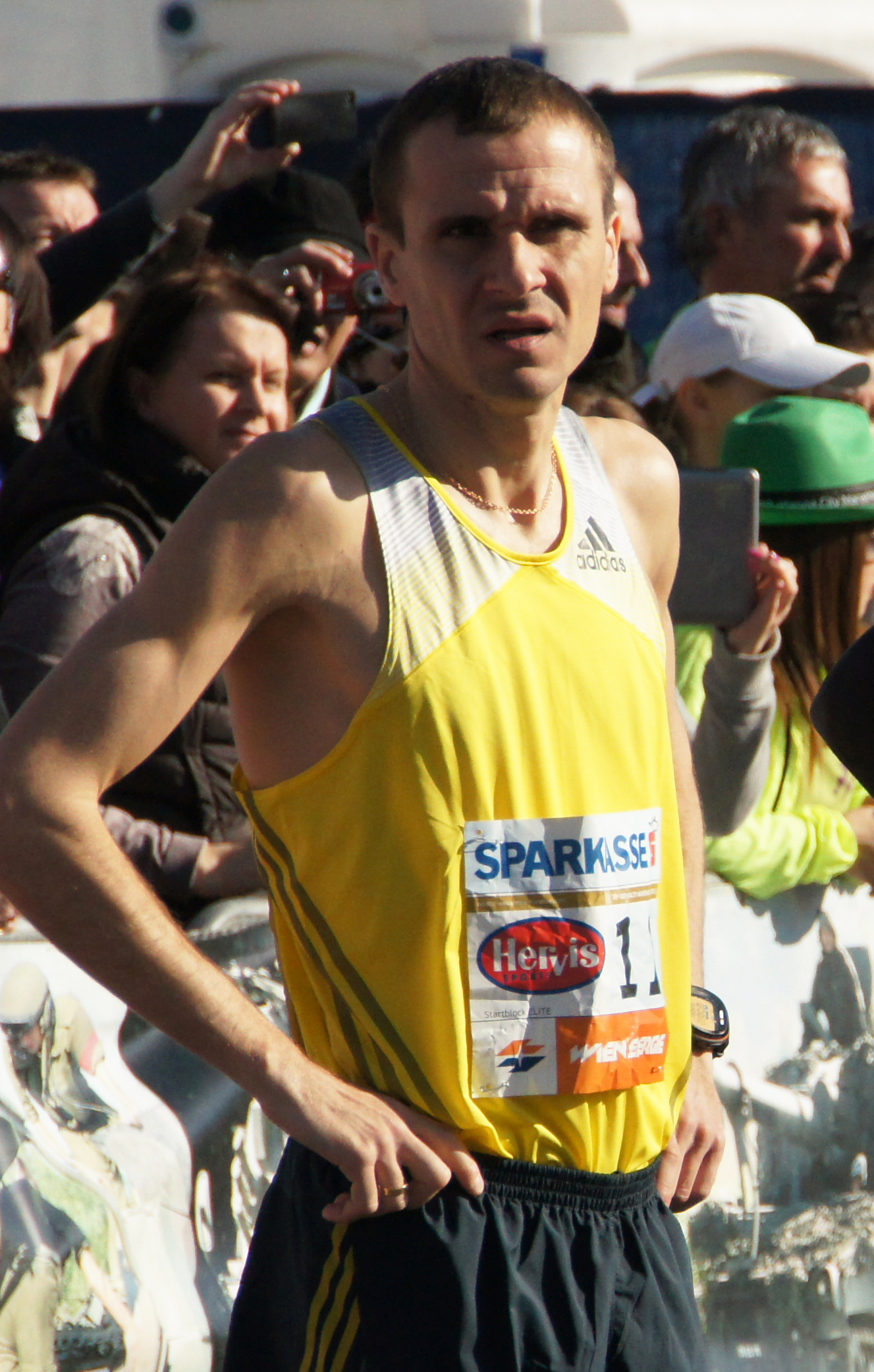
Oleksandr Sitkowskyj – Rennen nicht beendet
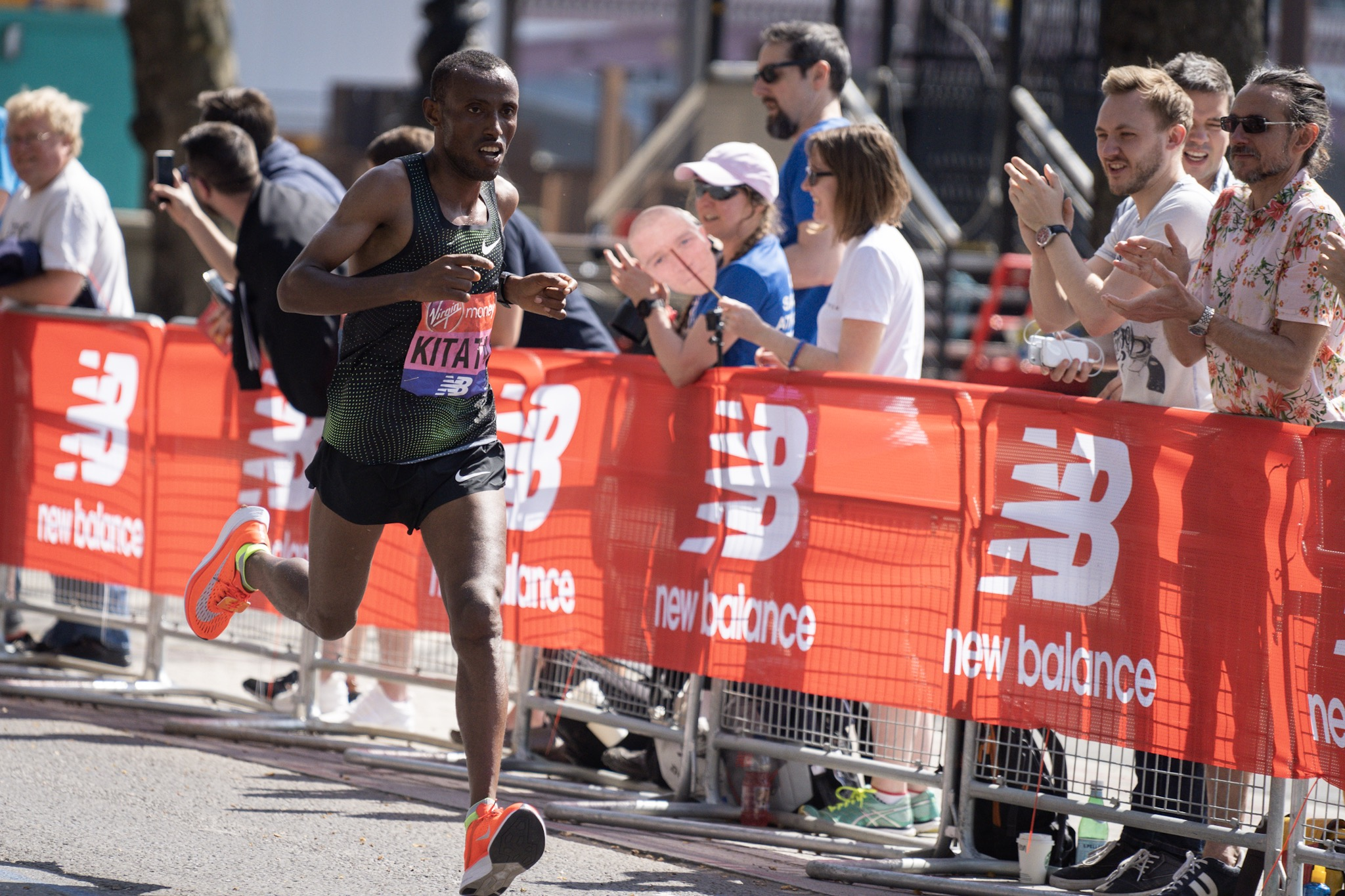
Shura Kitata – Rennen nicht beendet

## Videolinks
- Kipchoge wins marathon gold again! Tokyo Replays, youtube.com, abgerufen am 20. Mai 2022
- Athletics Men's Marathon, Final Highlights, Olympic Games - Tokyo 2020, youtube.com, abgerufen am 20. Mai 2022